# 噴水

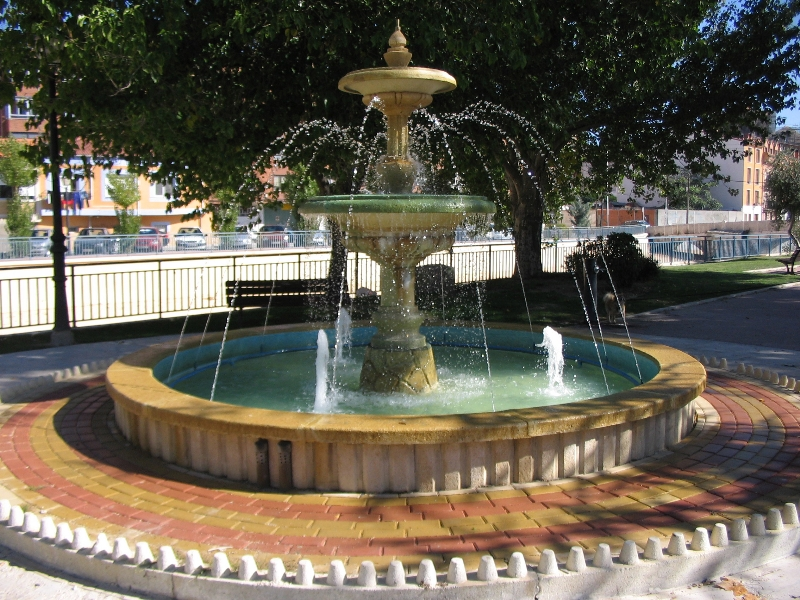
噴水

噴水（ふんすい）とは、公園、池、湖などに設けられ、水を周囲よりも高い位置で、上部又は水平に噴出する装置。主に公園やダム湖、ため池などに設置される水景施設である。

## 概要
水景施設としては、噴水は水遊びを前提としない水辺空間である修景用水に設置されることもあれば、水遊びを前提とする水辺空間である親水用水に設置されることもある。
日本語における「噴水」は水を上方向へ噴出させる装置という意味合いが強い。一方、英語では“fountain”にあたるが、英語圏でも様々な解釈があるとされ、水が吹き上がる構造物とすることもあれば、水盤のように水を受ける場所のように捉えられることもある。“fountain”は水飲み場の蛇口などを含むこともあり、噴出方向は必ずしも上方向となっている必要はないとされる。
噴水の形状は、水盤から水が噴出して水自体をデザインする水盤噴水と、彫刻などのオブジェを施した装飾噴水に分けられる。水盤噴水の演出形態はキャンドル型、放射型、落下型、ベル型などに分けられる（より細かく直上形、噴霧形、マッシュルーム形、キャンドル形、平形、扇形、フラワー形などに分けることもある）。
なお、室内装飾品として卓上噴水や室内噴水というものもある。

## 日本の噴水
奈良県にある飛鳥時代の石神遺跡では、水位差を利用して水を噴出させていたと推測される須弥山像と見られる石造物と、石人像が発掘されている。石人像は異国人の風貌を持つ男女の老人が杯を持つ姿をした像であり、百済からの渡来人の技術によって制作されたものと考えられる。
日本で最古とされる噴水は兼六園の噴水で、1861年に前田斉泰が金沢城内に作らせたものである。当然、動力は使われておらず、高低差を利用した位置エネルギーのみで動いている。その他、長崎公園の噴水も装飾噴水としては古いとされる。
2024年現在噴水の高さ日本一は、富士宮ホテルグループが運営する御殿場高原時之栖(ごてんばこうげんときのすみか)の噴水レーザーショー「ヴェルサイユの光」で、150mまで噴き上げることが出来、世界でも第7位の高さを誇っている。なお、富士宮ホテル時之栖は2025年1月13日で閉館すると発表しているので、その後は再度確認が必要である。
山形県西村山郡西川町の寒河江ダムにある「月山湖大噴水」は、噴き上げ高さが112ｍで、寒河江ダムが完成した1990年時点では日本一とされ、世界でも第4位となっていたが、2024年現在、日本では「ヴェルサイユの光」に次ぐ第2位で、世界第10位となっている。
このほか、滋賀県大津市の琵琶湖上（大津港沖合180m防波堤上）にて稼働している「びわこ花噴水」は、複数の放射噴水を横並びに構築することにより、横方向の長さで世界最大級の噴水をつくり出している。
昭和期頃までには中小の公園や学校、官公庁などにも盛んに噴水が設置されたが、レジオネラなど病原菌の発生を防ぐ衛生管理や、循環式でも飛散や蒸発で損失する水を補う必要があり水道代やポンプの電気代、機器の維持コストが嵩む点から出水を停止されていたり撤去されたりする場合も多い。

## 世界の噴水
高く噴き上げられる噴水の第1～10位までは、サウジアラビア王国・ジェッダの「ファハド王の噴水」(約260m)、アメリカ合衆国・イリノイ州イーストセントルイスの「ゲートウェイ・ガイザー」(約192m)、パキスタンイスラム共和国・カラチの「ポート・ファウンテン」(約189m)、アメリカ合衆国・アリゾナ州フェニックス、ファウンテン・ヒルズの「ダウン・タウンの間欠泉」(約170m)、オーストラリア・キャンベラの「キャプテン・クック記念ジェット噴水」(約152ｍ)、アラブ首長国連邦(UAE)・ドバイの「ドバイ・ファウンテン」(約150m)、静岡県・御殿場市の「ヴェルサイユの光」(150m)、アメリカ合衆国・ネバダ州ラスベガスの「ホテル・ベラージオの噴水ショー」(約140m)、スイス連邦・ジュネーヴの「ジェット・ドゥー」(約140m)、山形県・西川町の「月山湖大噴水」(112m)となっている。
過去には、大韓民国・ソウル漢江の「ワールドカップの噴水」(約202ｍ)が存在したが、現在は運用を終了している。
また、アメリカ・シカゴのグラント・パーク中心部で稼働しているバッキンガム噴水は、世界の噴水の中で10本の指に入るほどの水量（約5,700リットル）を誇り、アメリカで最も美しい噴水の1つと讃えられると同時に、1927年の完成と併せて今はなきルート66の起点として公認されたという逸話を有している他、ロシア・サンクトペテルブルクのペテルゴフに所在する「夏の宮殿」の庭園には150を超える噴水が据え付けられている。
西ヨーロッパでは、バロック期に幾何学式庭園の隆盛と平行して、噴水が庭園を構成する主要な要素として盛んに設置されていく一方、いくつかの街には市内の飾りとして彫刻を付した噴水が設けられた。噴水に好んで用いられるモチーフには、ギリシア神話の海神やニンフを模したもののほか、各大陸の河をさまざまな民族衣装をまとった擬人像で表す、いわゆる「四大陸の泉」がある。

## 噴水がある箇所

### 日本
- モエレ沼公園「海の噴水」（札幌市東区）
- 寒河江ダム月山湖大噴水（山形県西村山郡西川町）
- 十六沼公園噴水広場（福島県福島市）
- 21世紀記念公園麓山の杜ウォーターシアター（福島県郡山市）
- 千波公園（常盤公園・偕楽園）「吐玉泉」「玉龍泉」（茨城県水戸市）
- 東武ワールドスクウェアピョートル噴水宮殿（栃木県日光市）
- 北浦和公園噴水（さいたま市浦和区）
- 会の川親水公園噴水モニュメント（埼玉県加須市）
- 久喜菖蒲公園 音楽噴水（埼玉県久喜市）
- 清水公園噴水迷路（千葉県野田市）
- ウォーターフロントパーク噴水[14]（東京ディズニーシー；千葉県浦安市）
- ヴィーナスフォート 2F Venus GRAND「噴水広場」（東京都江東区）
- 池袋サンシャインシティ噴水広場（東京都豊島区）
- 妙正寺公園「妙正寺池噴水」（東京都杉並区）
- 上野公園大噴水広場（東京都台東区）
- ラクーア「ウォーターシンフォニー（音楽噴水）」〔東京ドームシティ；東京都文京区〕
- 皇居外苑皇居前広場和田倉噴水公園（東京都千代田区）
- 法政大学 富士見坂校舎のフランス式噴水庭園（東京都千代田区）
- アーク・カラヤン広場（東京都港区）
- 水の広場公園「虹の噴水」（東京都江東区）
- 三笠公園噴水（神奈川県横須賀市）
- 東京オリンピック記念「弁財天と世界女性群像」噴水池（神奈川県藤沢市）
- 鶴舞公園噴水塔（名古屋市昭和区）
- 矢田川河川噴水（名古屋市北区・ふれあい橋付近）
- 飛騨高山美術館「ルネ・ラリック噴水ホール」（岐阜県高山市）
- 大津港びわこ花噴水（滋賀県大津市）
- 鬼瓦公園鬼の酒噴水（京都府福知山市）
- ホワイティうめだ「泉の広場」（大阪市北区）
- 大美野噴水（堺市東区）
- 六甲アイランド リバーモール石柱の噴水（神戸市東灘区）
- 神戸ユニバーシアード彫刻噴水、総合運動公園駅南口前（兵庫県神戸市）
- 御坂サイフォン橋（兵庫県三木市）
- 平和記念資料館前「祈りの泉」[15]（平和記念公園内；広島市中区）
- 徳島県文化の森総合公園三館棟前の円形噴水（徳島県徳島市）
- 銚子渓愛の泉（香川県小豆島）
- キャナルシティ博多サンプラザ噴水（福岡市博多区）
- 平和公園平和の泉（長崎県長崎市）
- ハーモニーランドパレード・アクア（大分県速見郡日出町）
- 肥後ファミリー銀行ポケットパーク噴水彫刻「マーメイド」[16]（鹿児島県鹿児島市）
- 丸山下噴水（旧宮内省関係；市川之雄設計）

#### ギャラリー（日本の噴水）

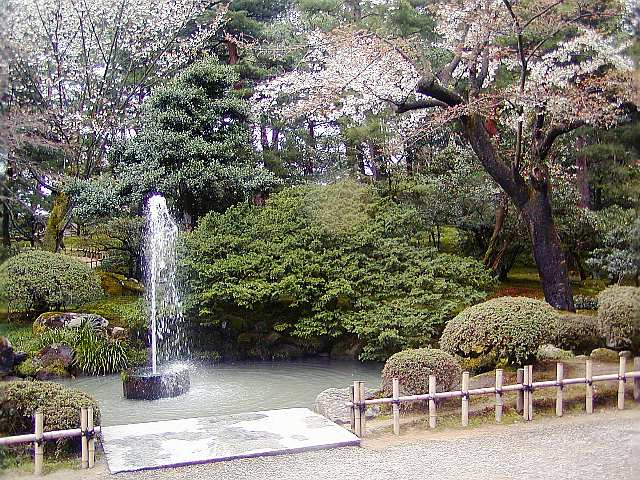
兼六園の日本最古の噴水（金沢市）
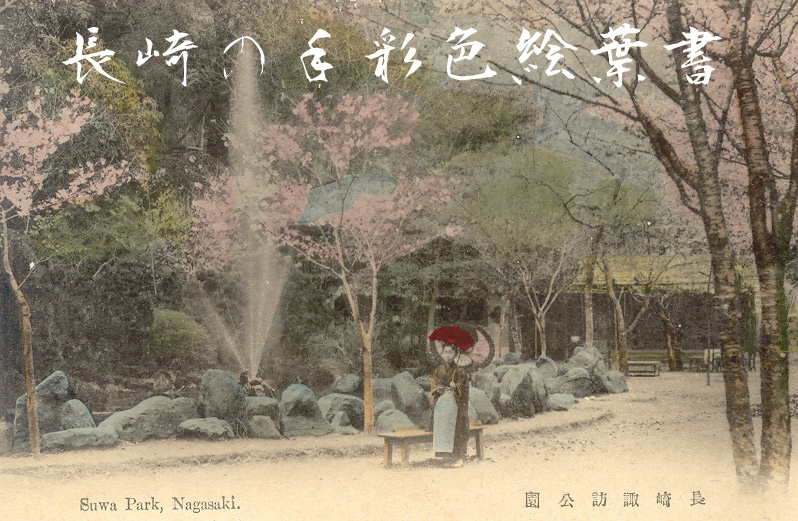
長崎公園の日本最古の装飾噴水（長崎市）
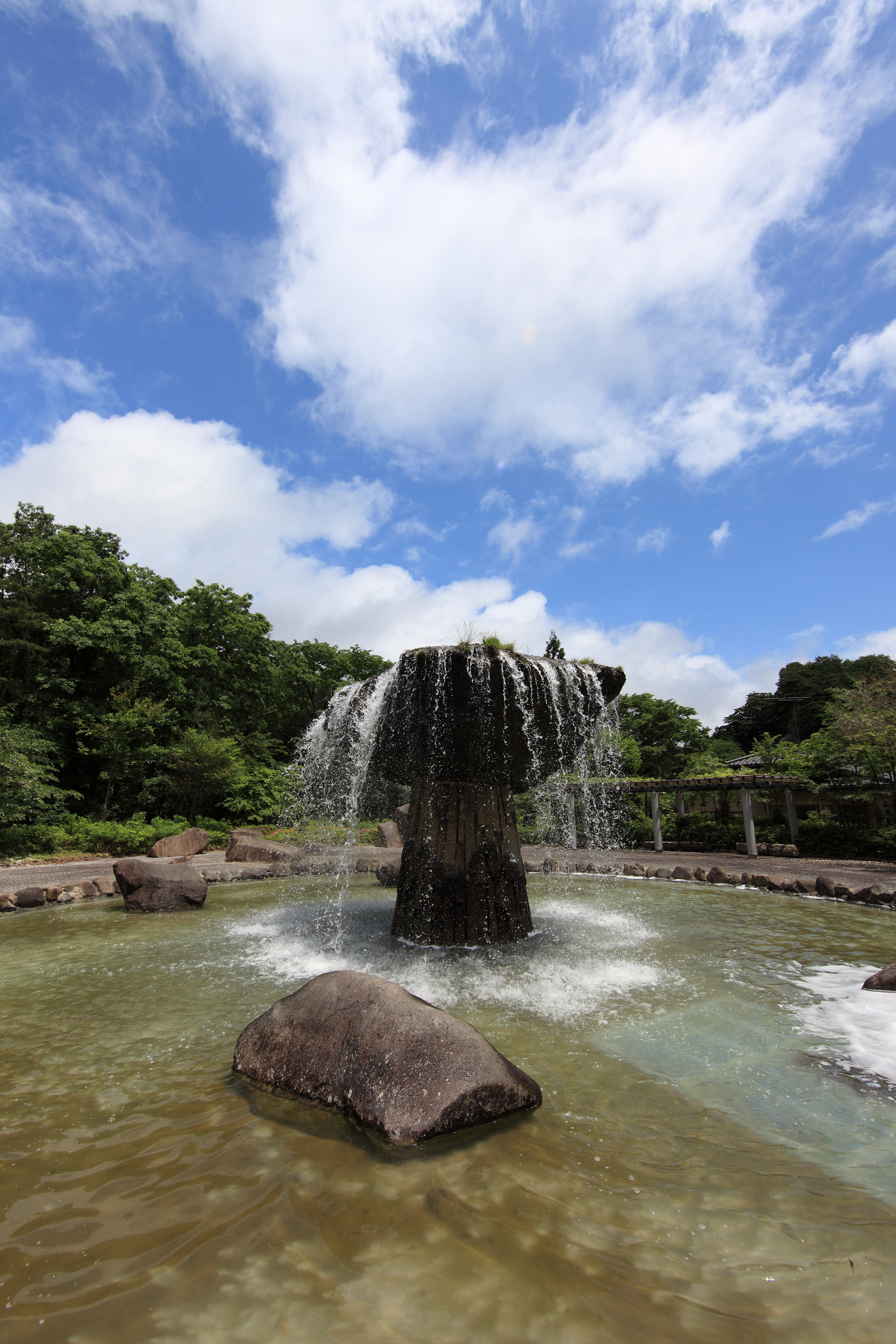
材木岩公園の象徴的な噴水（宮城県白石市）
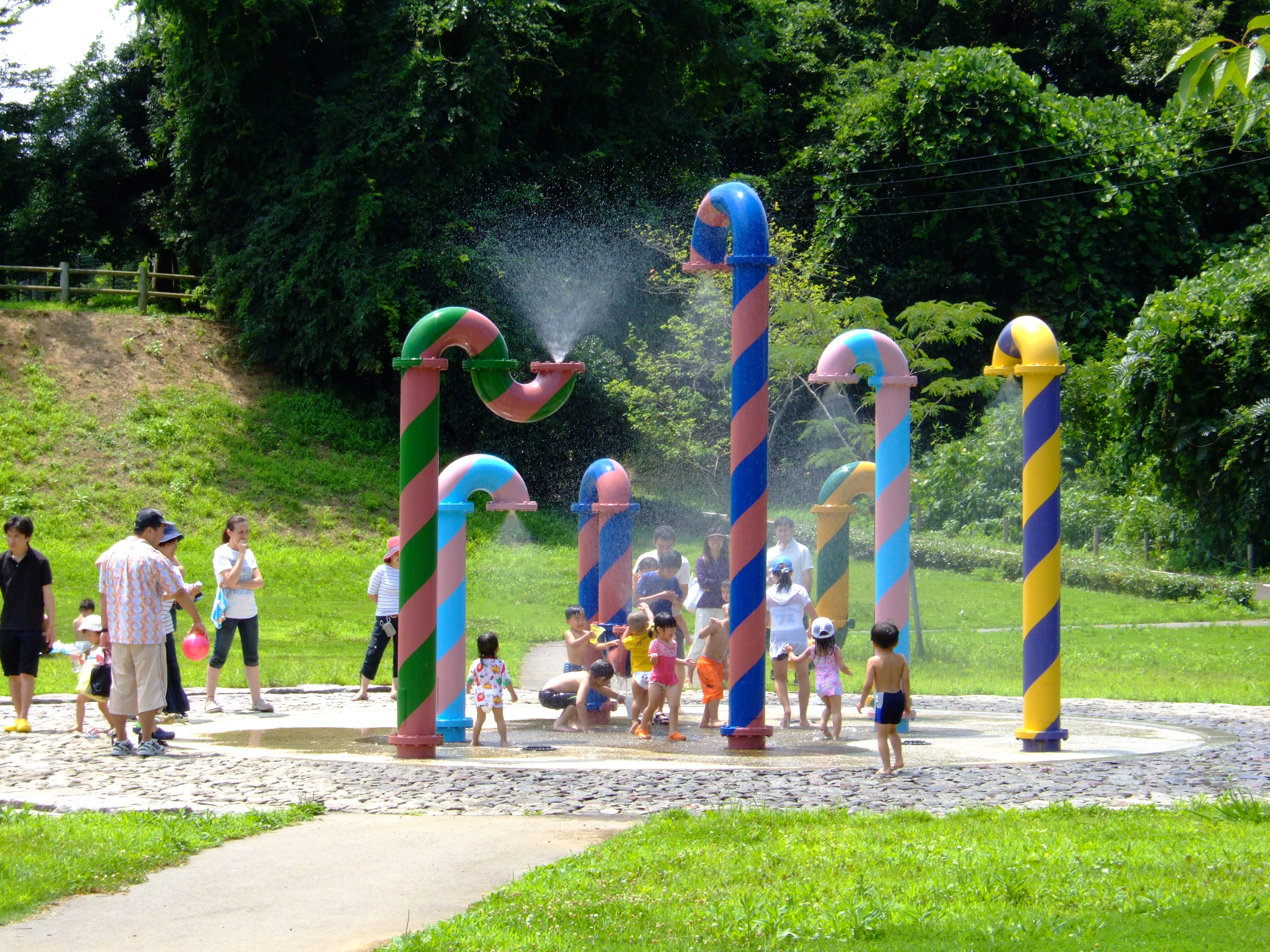
福岡堰さくら公園の噴水遊具（茨城県つくばみらい市）
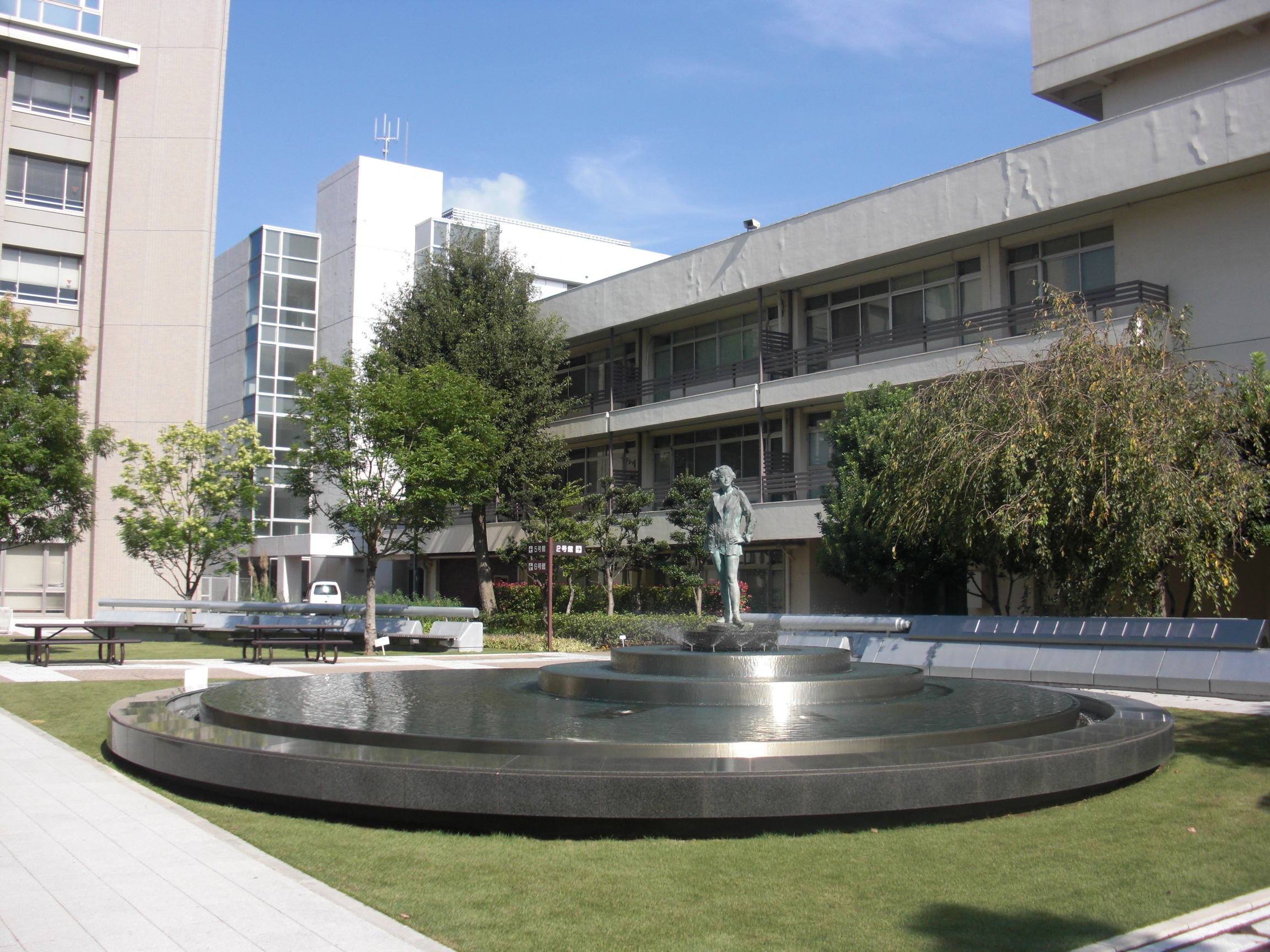
流通経済大学龍ケ崎キャンパス（茨城県龍ケ崎市）
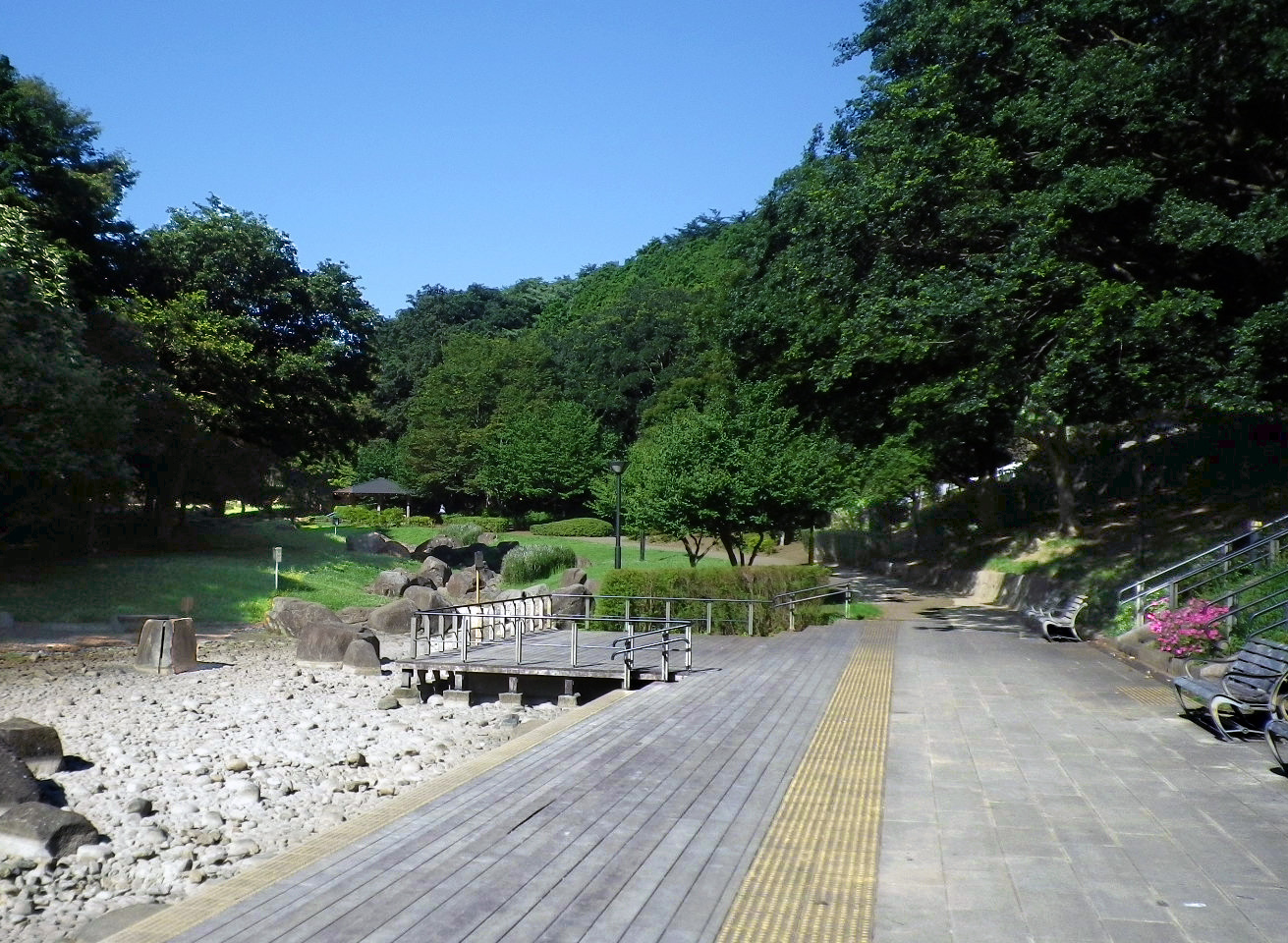
花島公園噴水池（千葉市花見川区）
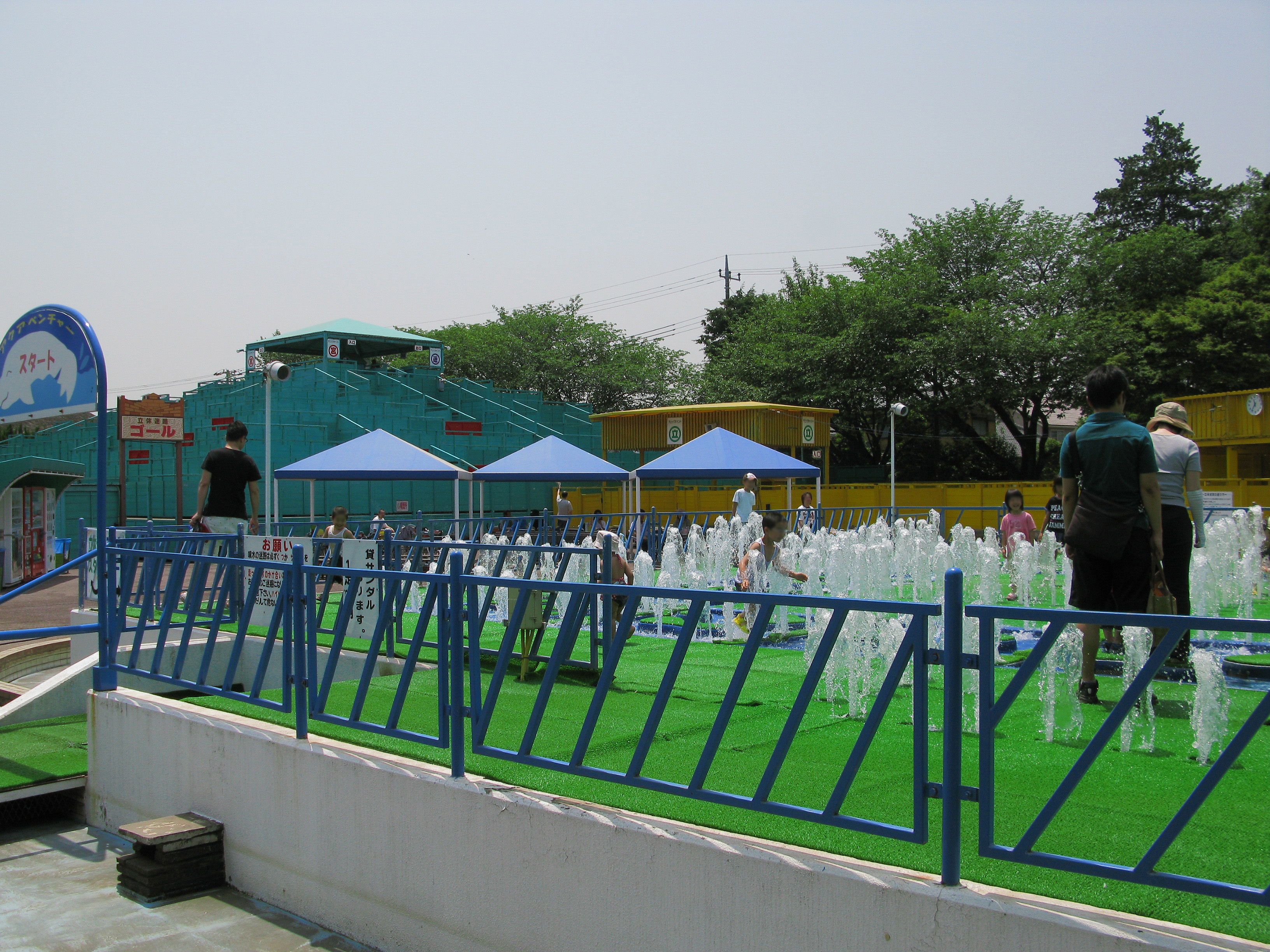
清水公園の噴水迷路（千葉県野田市）
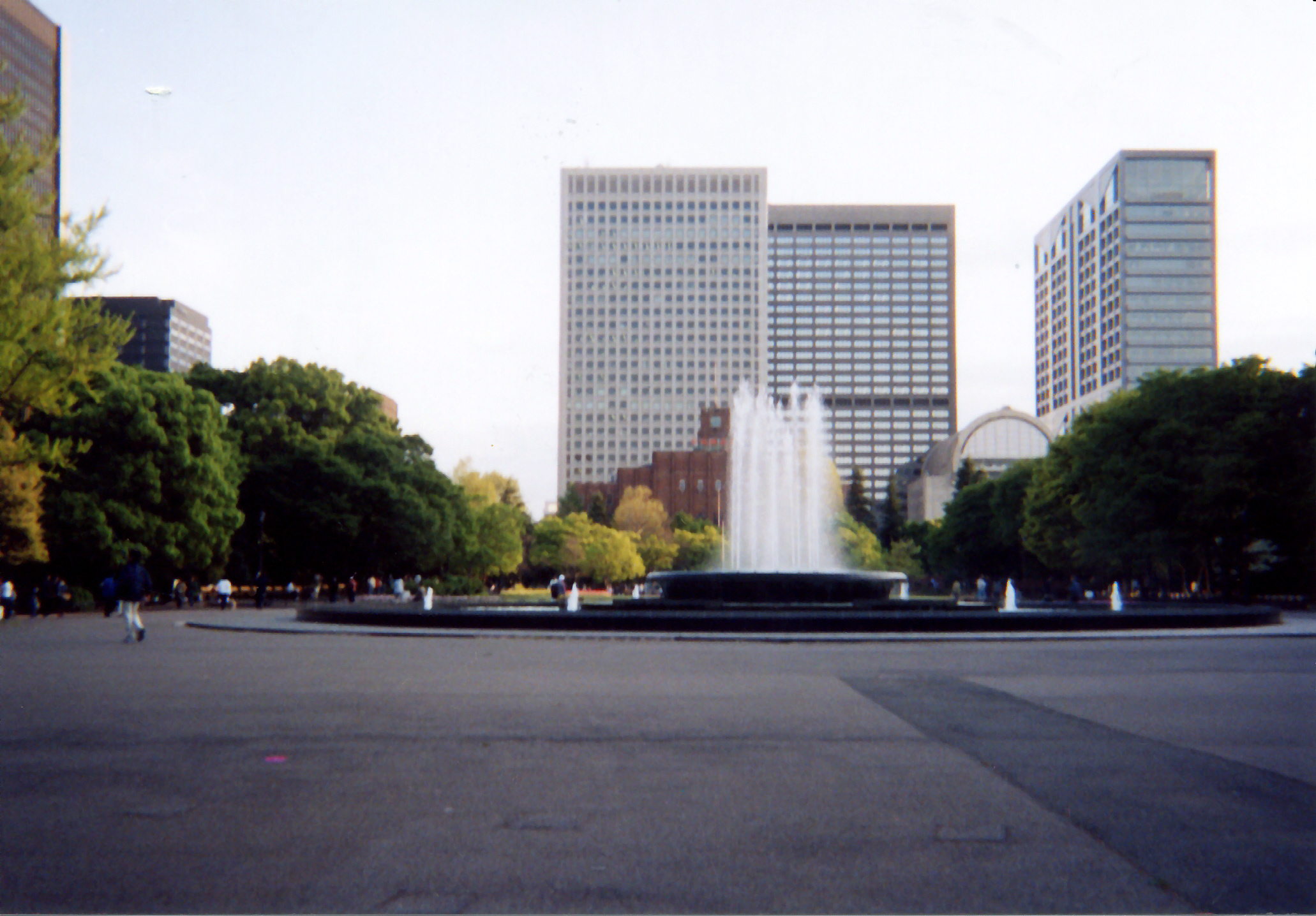
日比谷公園（東京都千代田区）
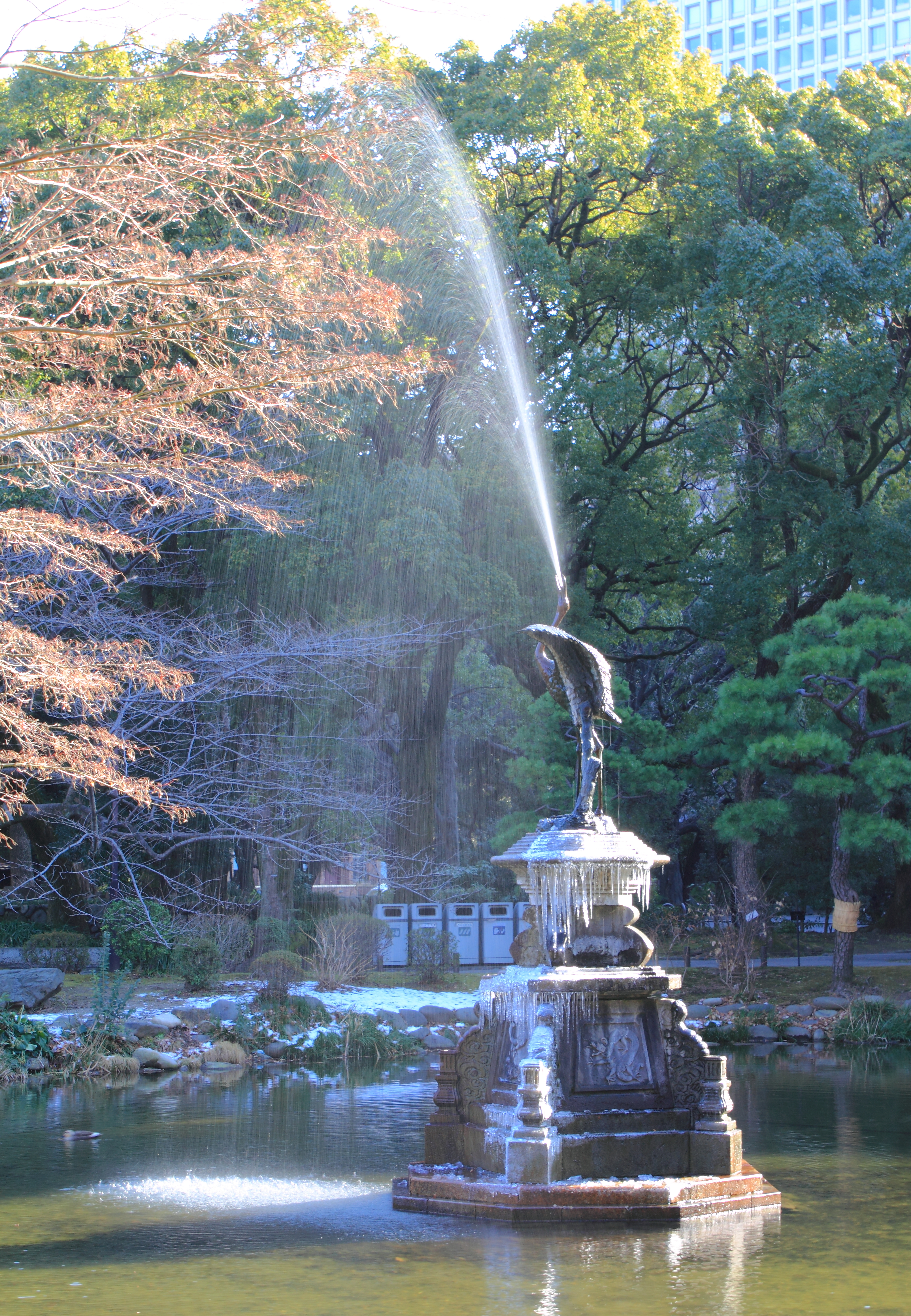
日比谷公園「鶴の噴水」（東京都千代田区）
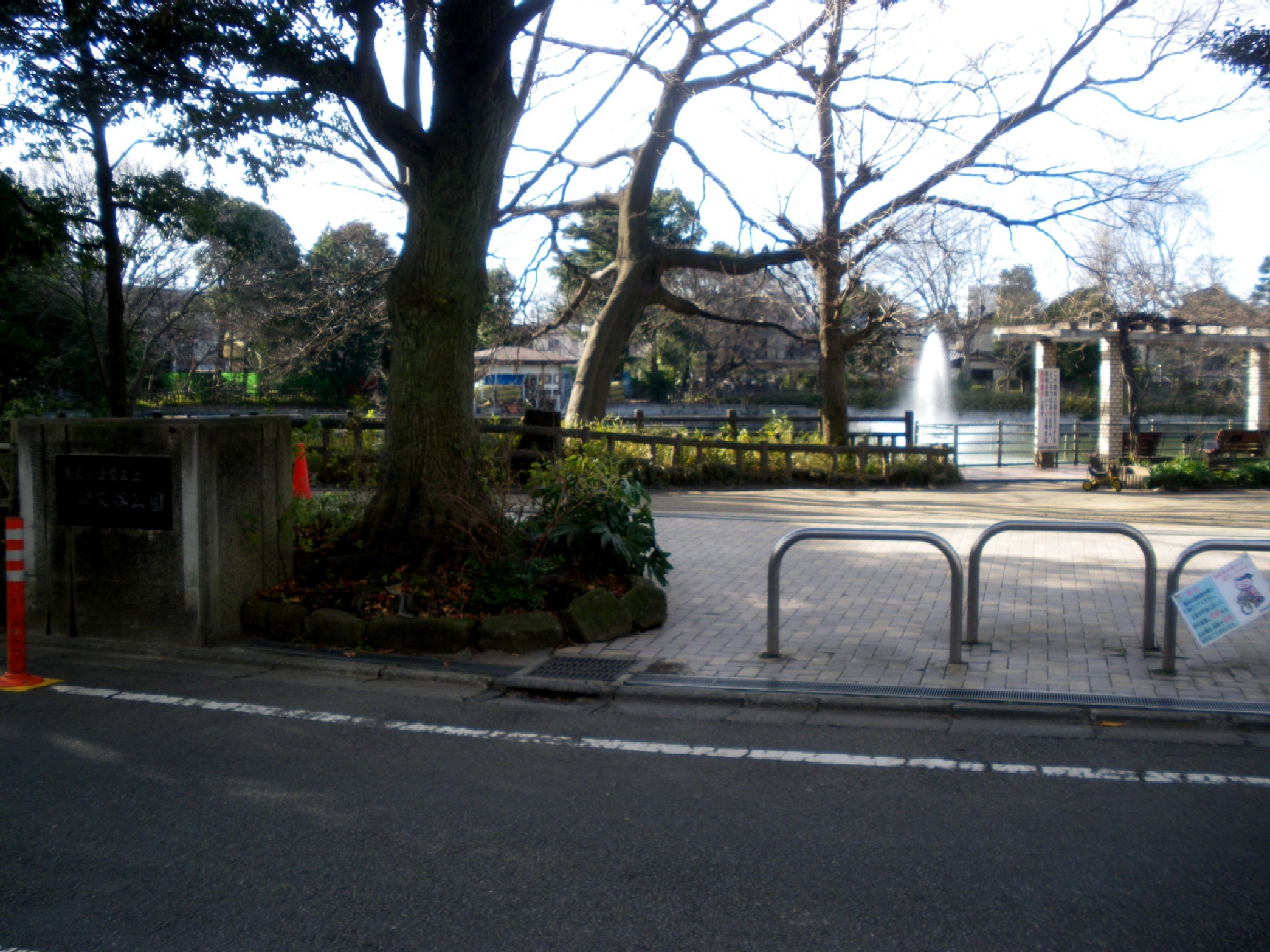
碑文谷公園（東京都目黒区） 奥に噴水を上げている碑文谷池が見える
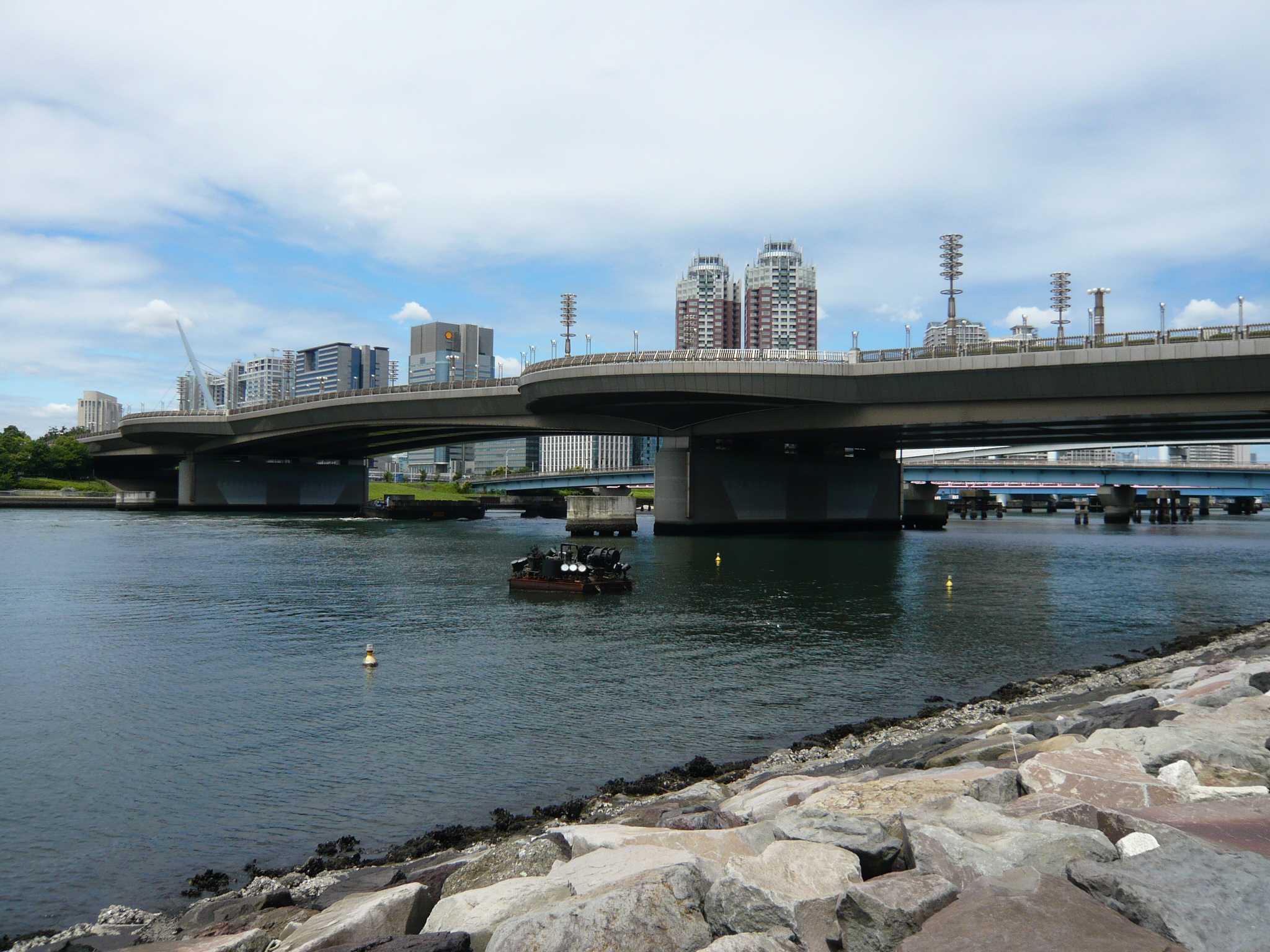
水の広場公園「虹の噴水」（東京都江東区）
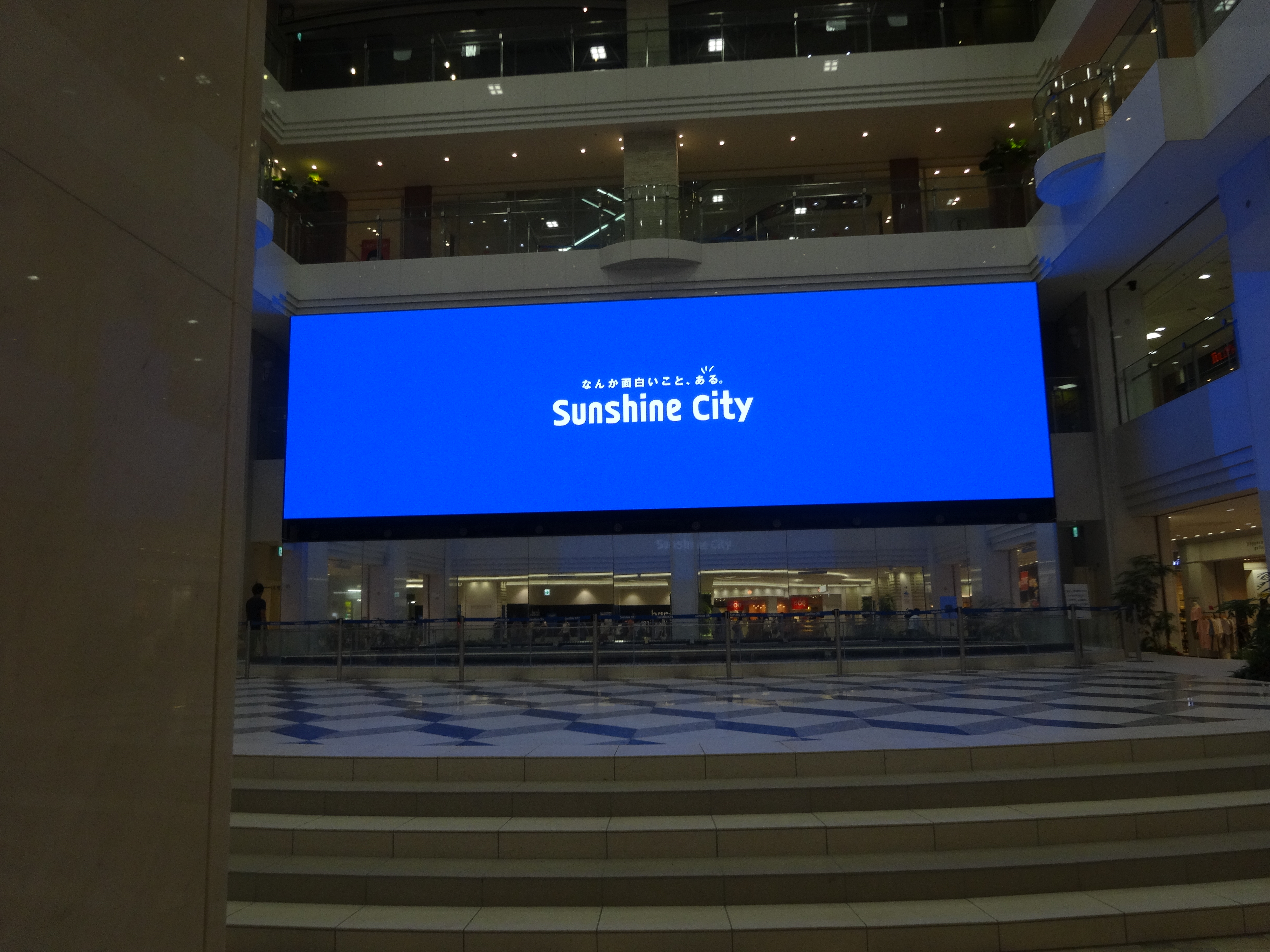
サンシャインシティ アルパ「噴水広場」（東京都豊島区）
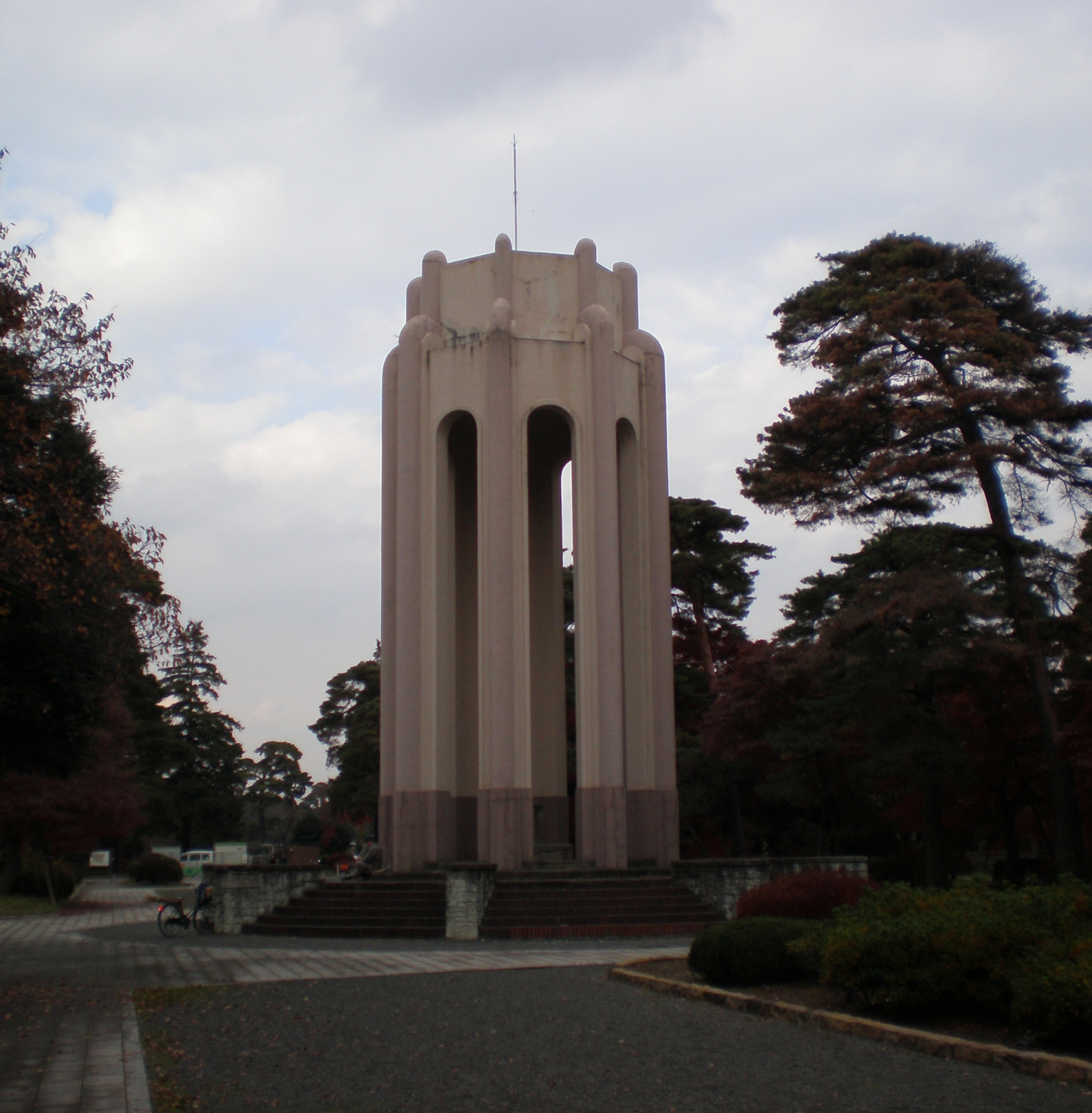
多磨霊園噴水塔（東京都府中市・小金井市）
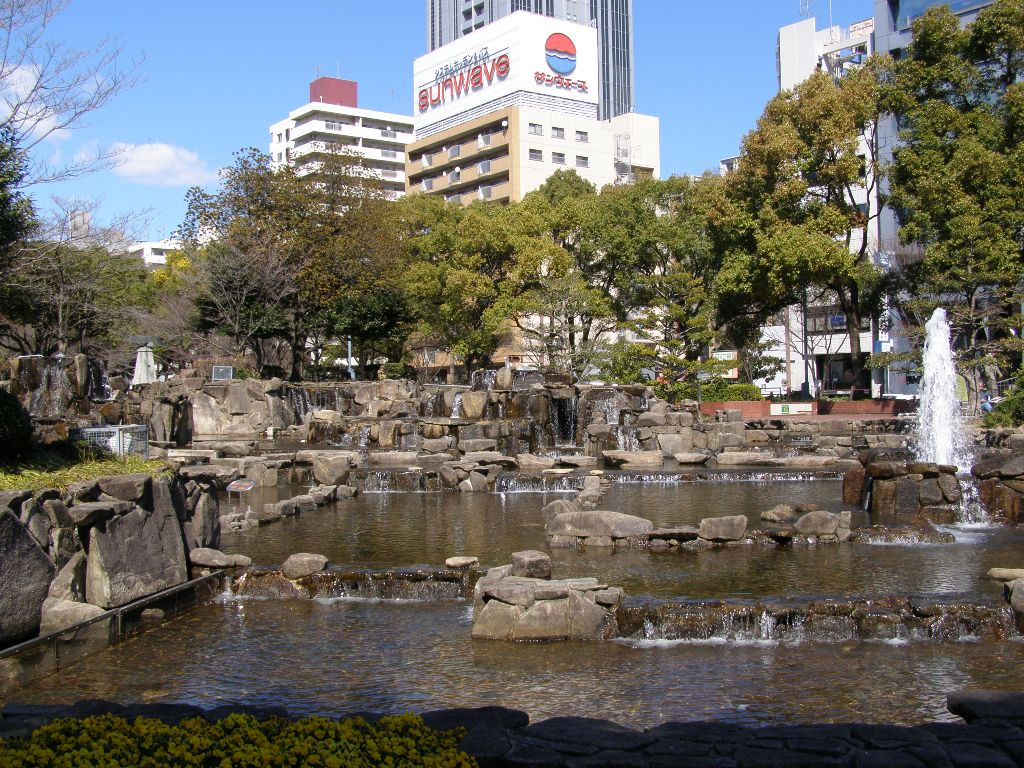
久屋大通公園ロサンゼルス広場の噴水（名古屋市中区）
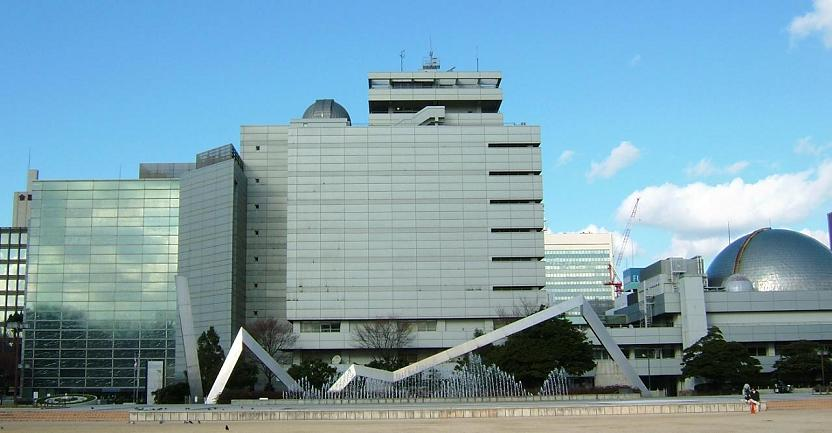
名古屋市科学館の噴水『虹の舞』（2005年撮影；名古屋市中区）
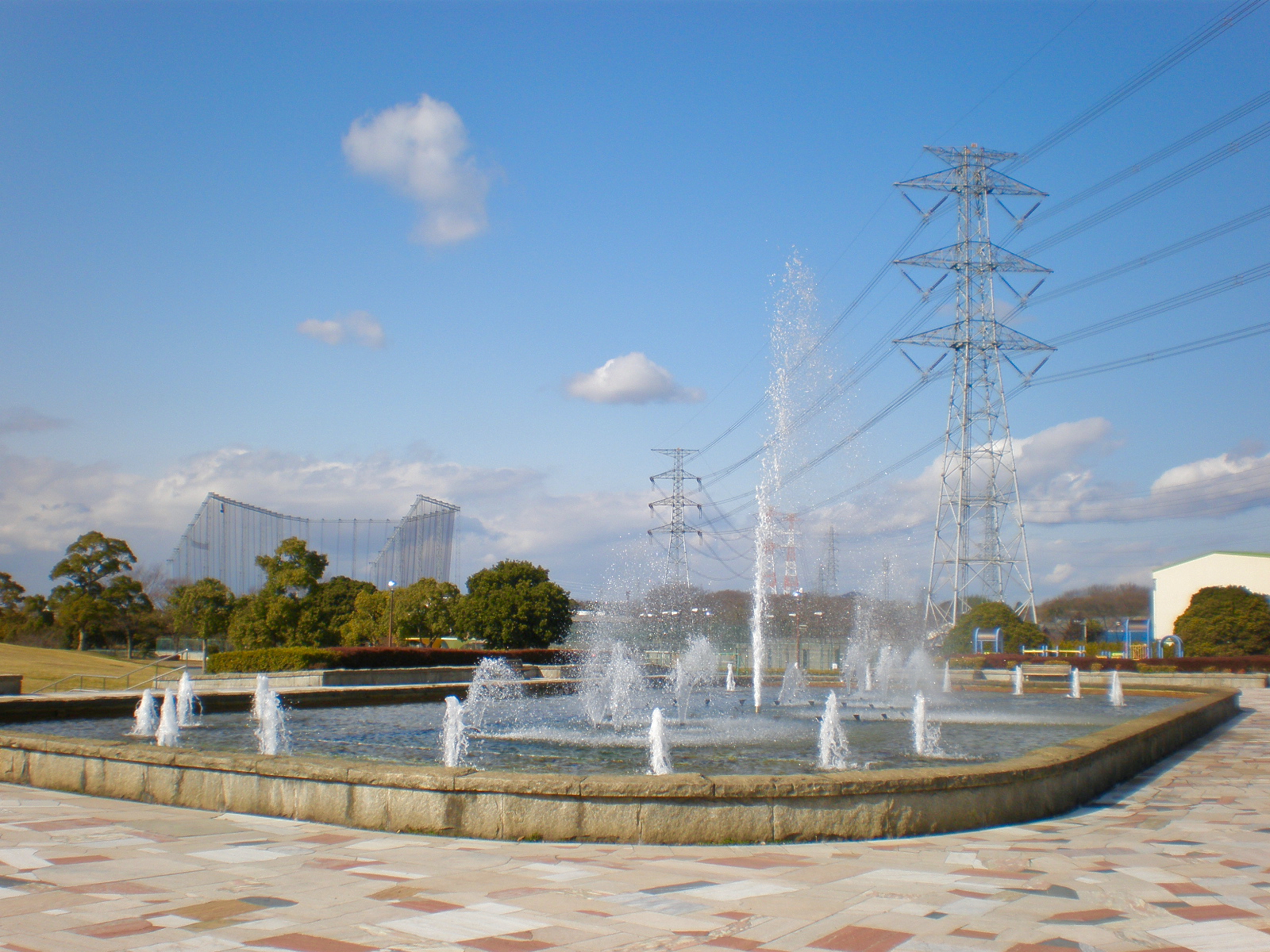
落合公園の噴水（愛知県春日井市）
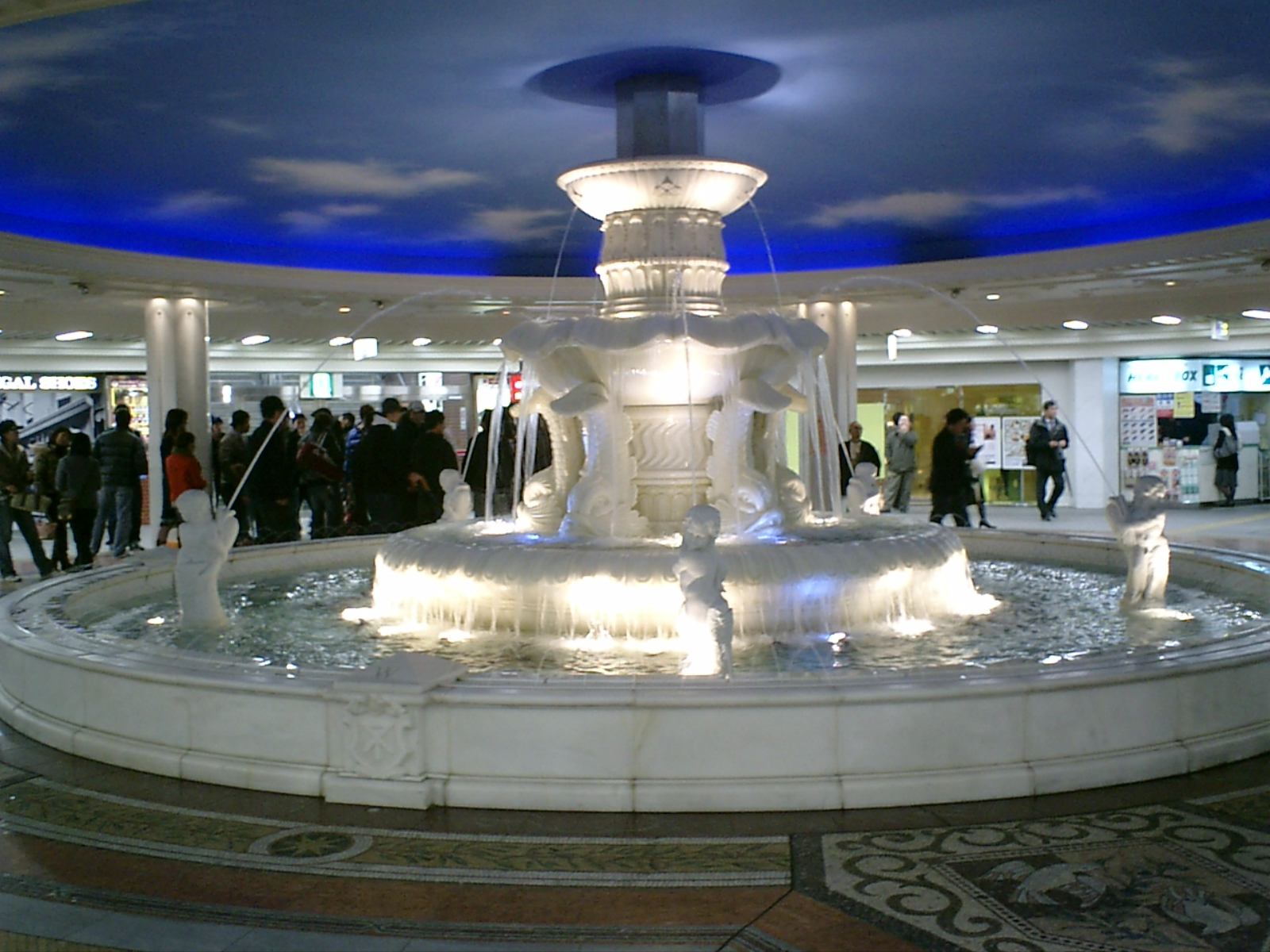
ホワイティうめだ（大阪市北区 撤去済み）
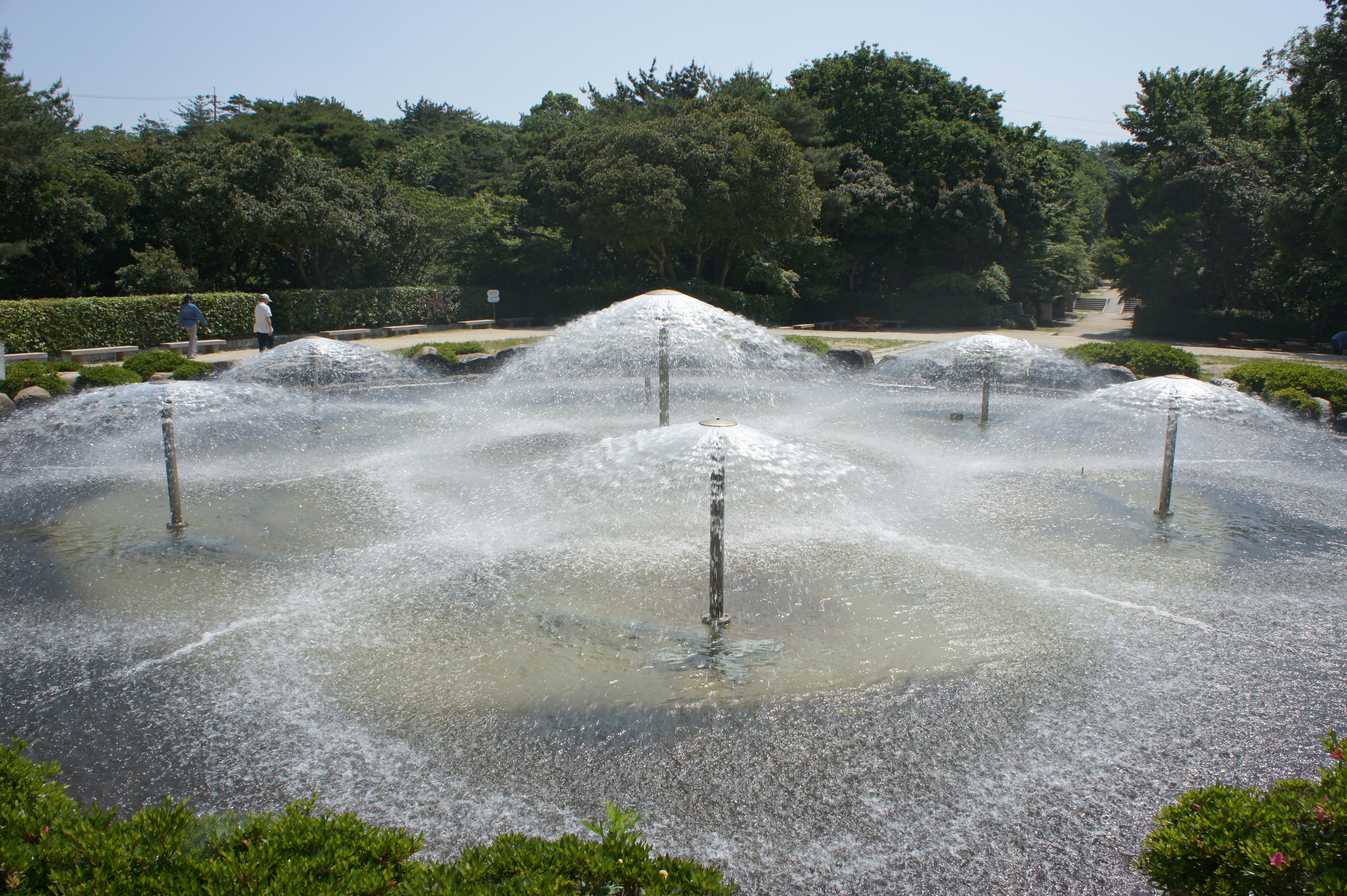
兵庫県立甲山森林公園笠形噴水（兵庫県西宮市）
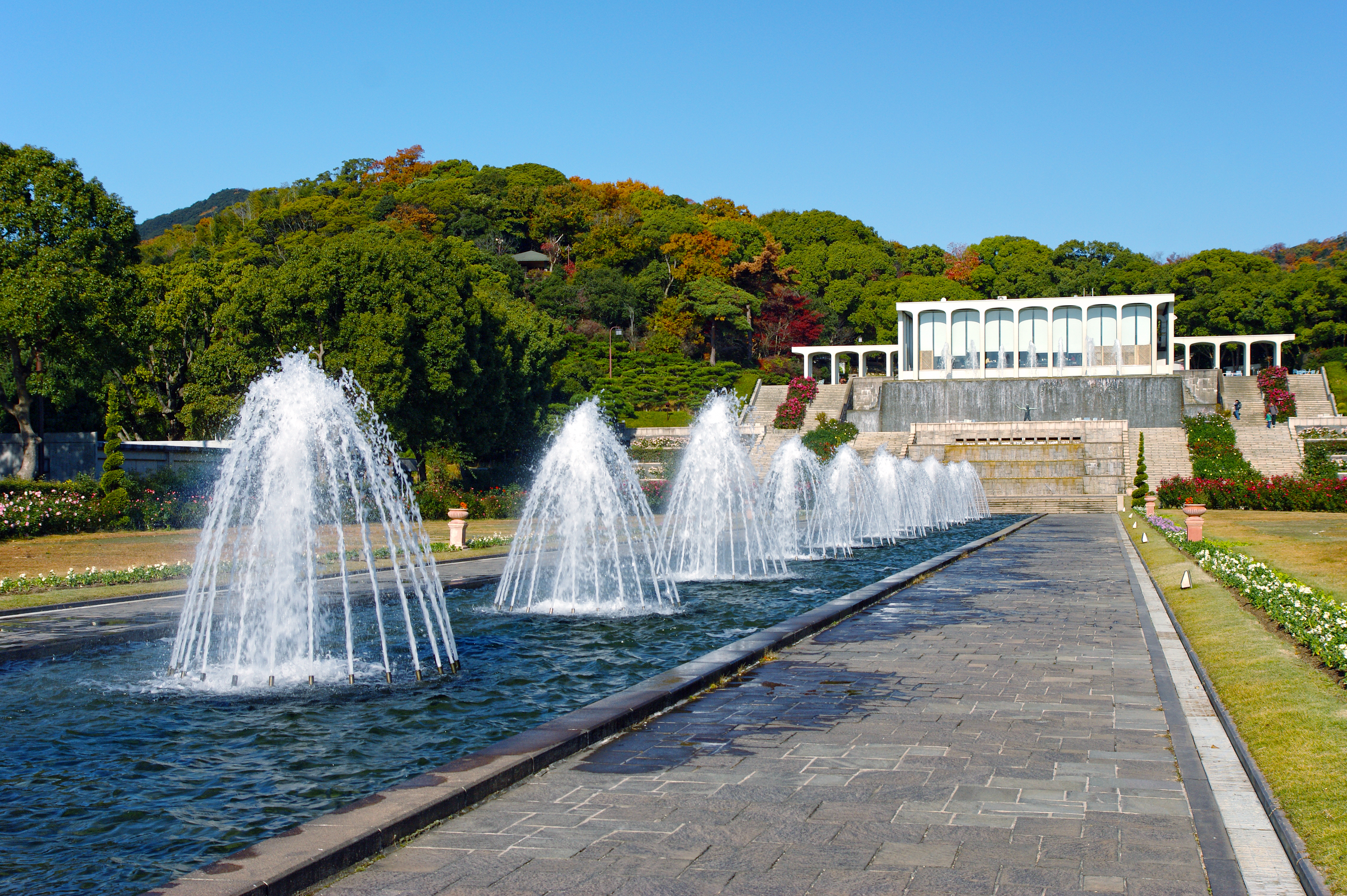
須磨離宮公園（神戸市須磨区）
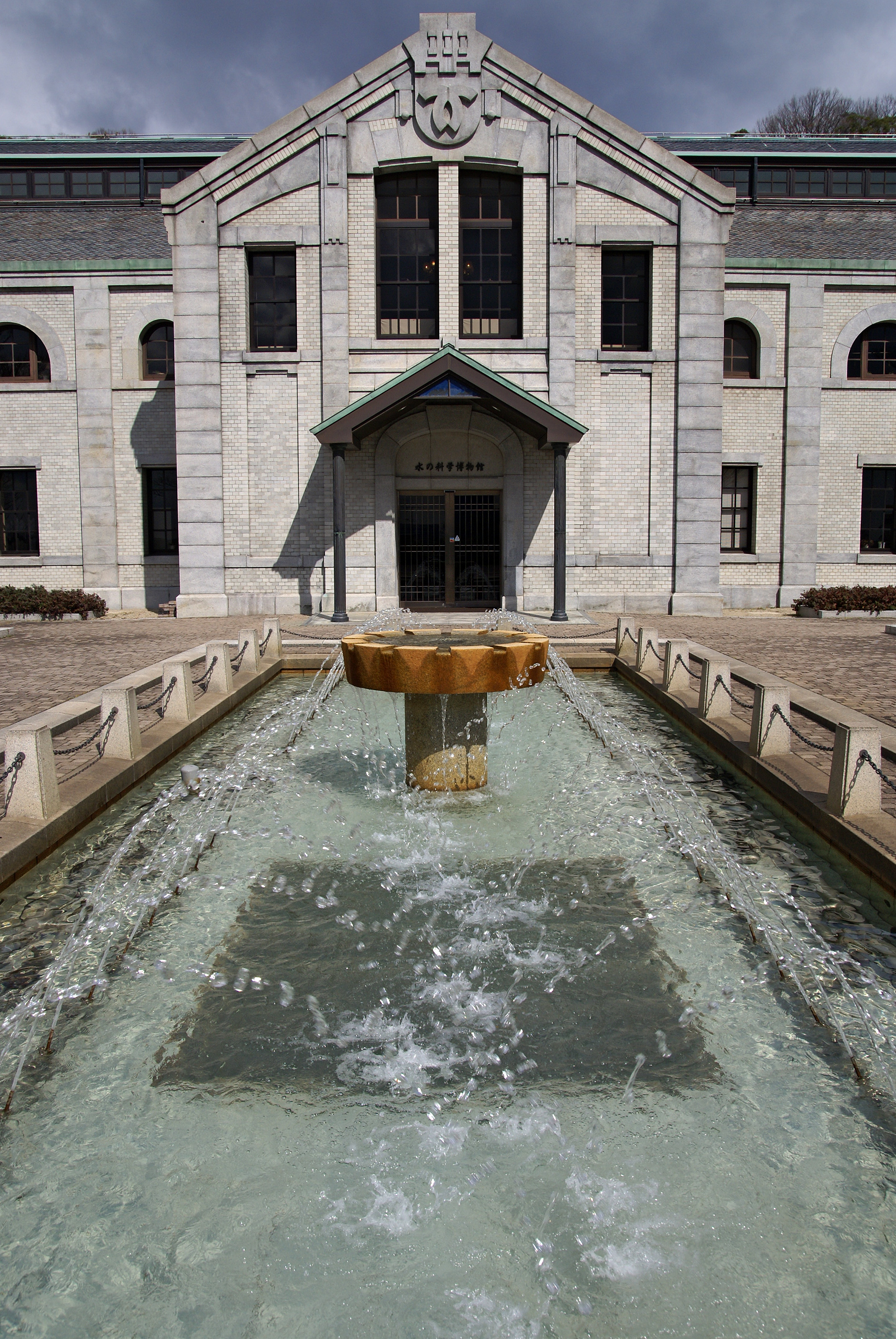
神戸市水の科学博物館玄関前の噴水（神戸市兵庫区）
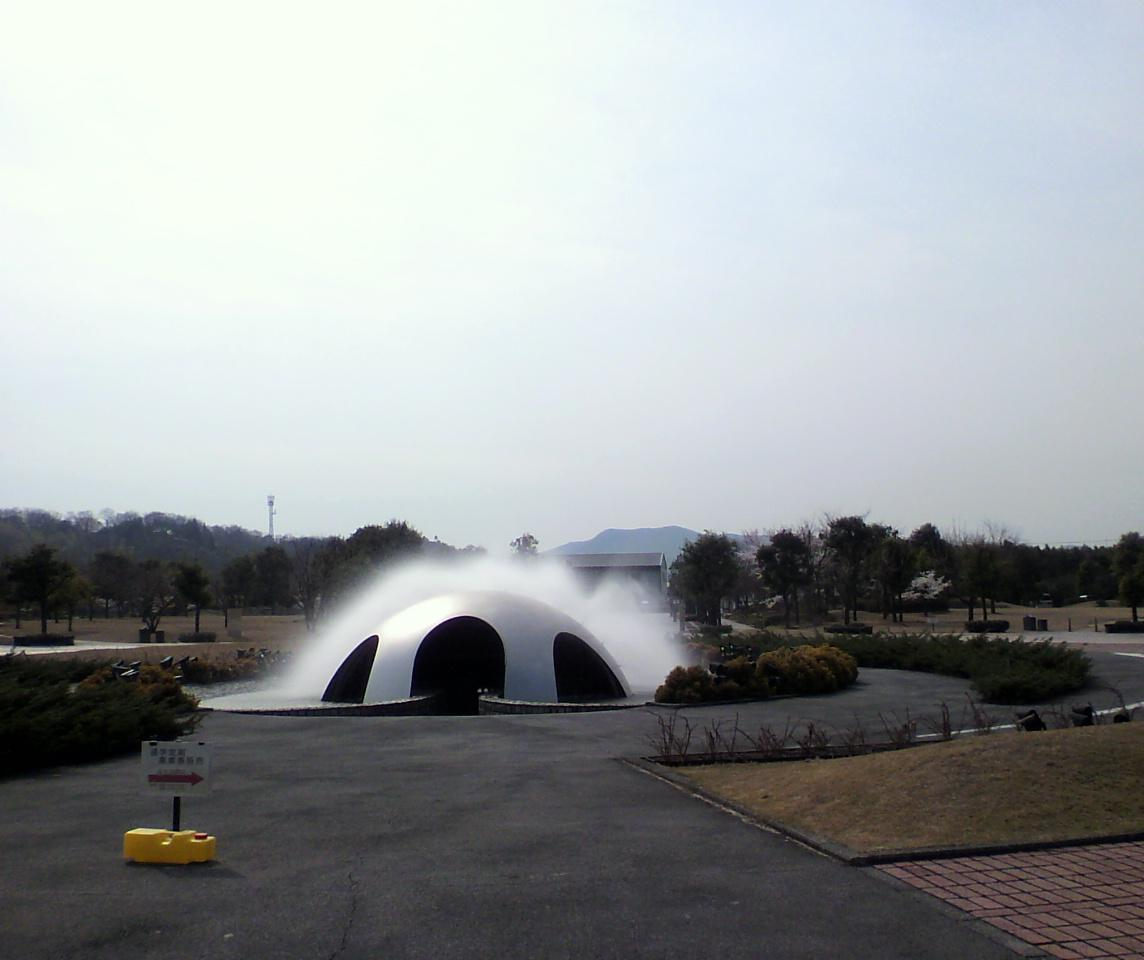
岡山県立大学の噴水（岡山県総社市）
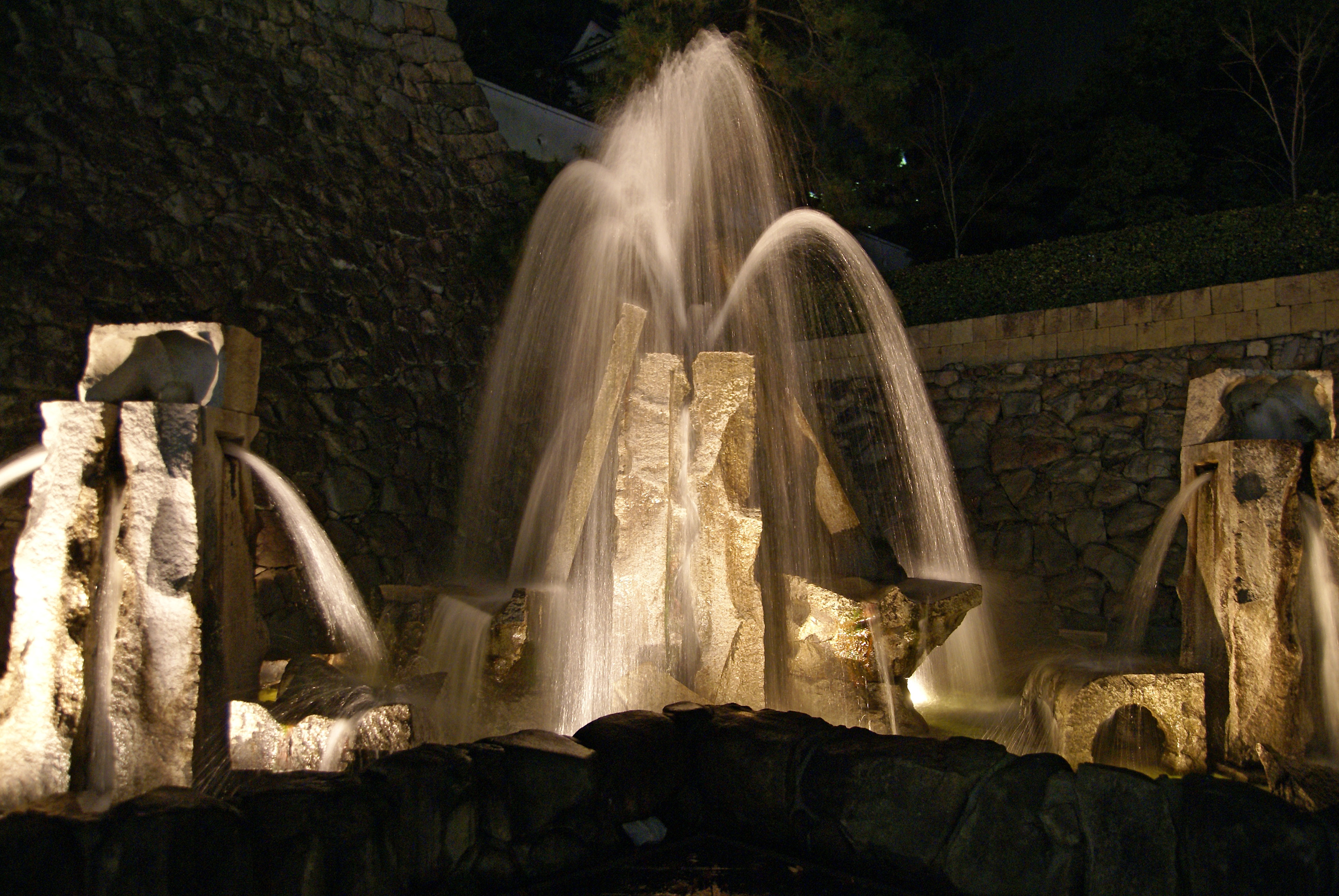
福山城（広島県福山市）

### 日本国外
- 主体思想塔噴水（正面を流れる大同江の中程あたり；北朝鮮＝平壌）
- 五四広場100m噴水（中国＝青島）
- 星海広場の音楽噴水（中国＝大連）
- アドベンチャーランド「奇噴水池(Liki Tikis)」〔香港ディズニーランド〕
- ジュルドンパーク音楽の噴水（ブルネイ＝ジュルドン）
- ココティエ広場「天女の彫刻噴水」（ニューカレドニア＝ヌメア）
- テルアビブ・ザイゼンゴッフ広場の噴水[17]（イスラエル＝テルアビブ）
- キングファハド噴水（サウジアラビア＝ジッダ）
- ドバイ・ファウンテン （アラブ首長国連邦・ドバイ）
- バーリー・グリフィン湖「キャプテン・クック記念噴水(Captain Cook Memorial Water Jet)」〔オーストラリア＝キャンベラ〕
- シドニーハイドパーク「アーチボルドの噴水」（オーストラリア＝シドニー）
- ロシアに伝わる竜「ユラン（ジラント）」をあしらったカザンの噴水（ロシア＝カザン）
- ヴィーゲラン彫刻公園噴水（ノルウェー＝オスロ）
- ゲフィオンの噴水(Gefion fountain)〔デンマーク＝コペンハーゲン〕
- レジデンツ広場「フランコニアの噴水」（ドイツ＝ヴュルツブルク）
- バンベルク市街「マクシミリアンの噴水」（ドイツ＝バンベルク）
- ザルツブルク市街の歴史地区レジデンツ広場「アトラス神の噴水」（オーストリア＝ザルツブルク）
- 舟の噴水（イタリア＝ローマ）
- 亀の噴水（イタリア＝ローマ）
- コロンナ広場の噴水（イタリア＝ローマ）
- トレヴィの泉（イタリア＝ローマ）
- ナヴォーナ広場の「四大河の噴水」・「ムーア人の噴水」・「ネプチューンの噴水」（イタリア＝ローマ）
- スペイン広場「舟の噴水（バルカッチャの噴水）」〔イタリア＝ローマ〕
- 共和国広場「ナイアディの噴水」（イタリア＝ローマ）
- ティヴォリのエステ家別荘 の噴水[18]（イタリア＝ティヴォリ）
- マッジョーレ広場「ネプチューンの噴水」[19]（イタリア＝ボローニャ）
- シニョリーア広場「ネプチューンの噴水」（イタリア＝フィレンツェ）
- 小便少女（ベルギー＝ブリュッセル）
- ベルン旧市街16世紀の噴水群（スイス＝ベルン）
- ティンゲリー（タンゲリー）の噴水 （スイス＝バーゼル）
- 大噴水（スイス＝ジュネーヴ）
- エクス＝アン＝プロヴァンスの噴水群（フランス）
- シャトレ座「ナポレオンのエジプト遠征記念噴水」（フランス＝パリ）
- ポンピドゥー・センター「可動噴水彫刻」[20]（フランス＝パリ）
- ヴェルサイユ宮殿の噴水庭園（フランス＝ヴェルサイユ）
- リヨン歴史地区・テロー広場「バルトルディ作の噴水」（フランス＝リヨン）
- ピカデリーサーカス「シャフツベリー伯記念噴水」[21]（イギリス＝ロンドン）
- ハイド・パーク「ダイアナ妃記念噴水」（イギリス＝ロンドン）
- スローン・スクエア「ヴィーナス像の噴水」（イギリス＝ロンドン）
- オーガスタス・ハリスを記念したシアター・ロイヤル[22]の噴水盤（イギリス＝ロンドン）
- シベーレス広場のシベーレスの噴水（スペイン＝マドリード）
- カサ・デ・カンポの三角噴水（スペイン＝マドリード）
- アルハンブラ宮殿「獅子の噴水」（スペイン＝グラナダ）
- ブラガ旧大司教館ペリカン噴水（ポルトガル＝ブラガ）
- ハーシュホーン博物館と彫刻の庭 中庭噴水（アメリカ＝ワシントンD.C.）
- ポケットパーク「ジラール噴水公園」（アメリカ＝フィラデルフィア）
- 不老不死の噴水（アメリカ＝クリーブランド）
- グラント・パークのバッキンガム噴水（アメリカ＝シカゴ）
- ミシシッピ川「（ゲートウェイ・ガイザー）」（アメリカ＝イーストセントルイス およびセントルイス）
- ベラージオ（カジノホテル；アメリカ＝ラスベガス）
- 富の泉（シンガポール）

#### ギャラリー（日本国外の噴水）

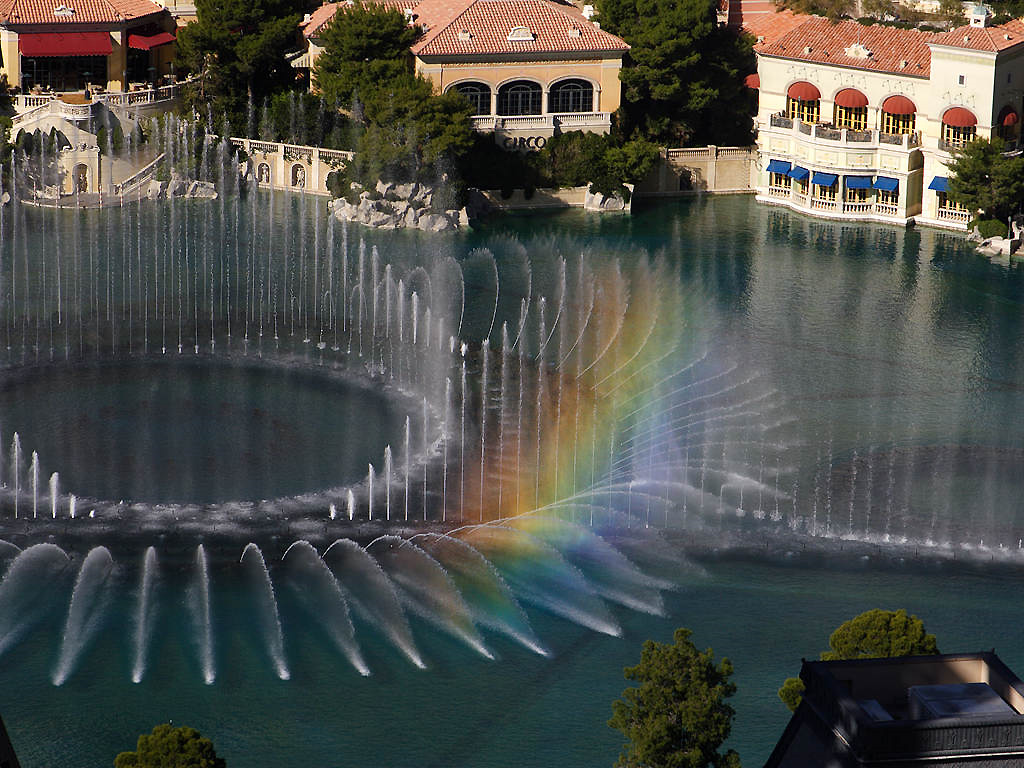
ラスベガスのホテル
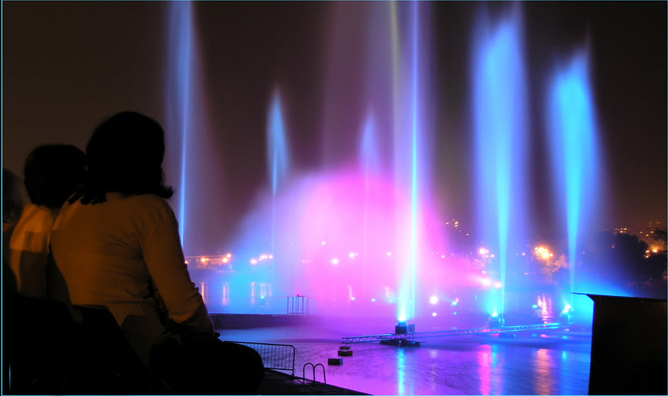
アダ・ツィガンリヤの噴水とライトアップによるショー（セルビア＝ベオグラード）
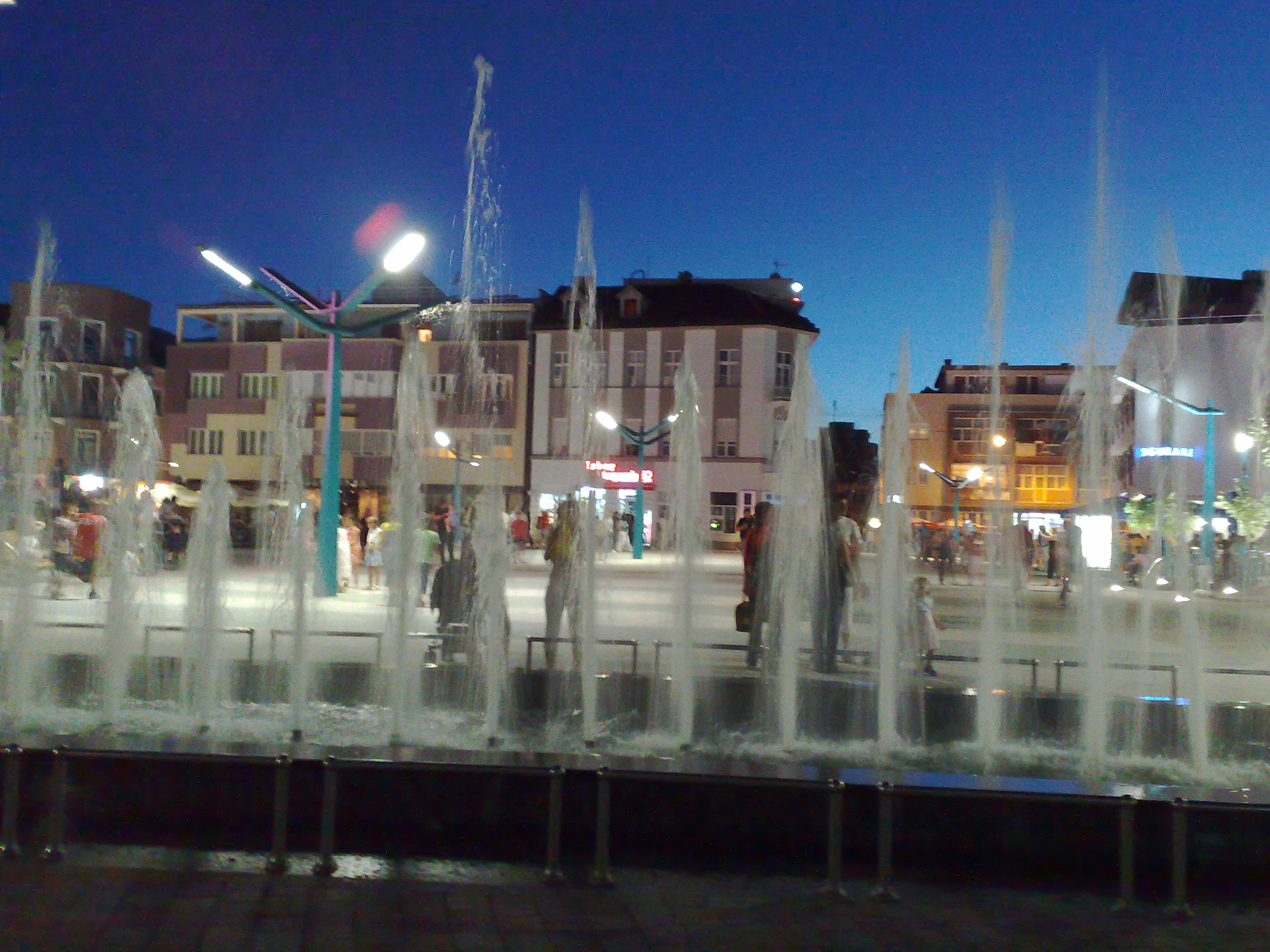
ビハチ新広場（Novi trg）と噴水〔ボスニア・ヘルツェゴビナ＝ビハチ〕
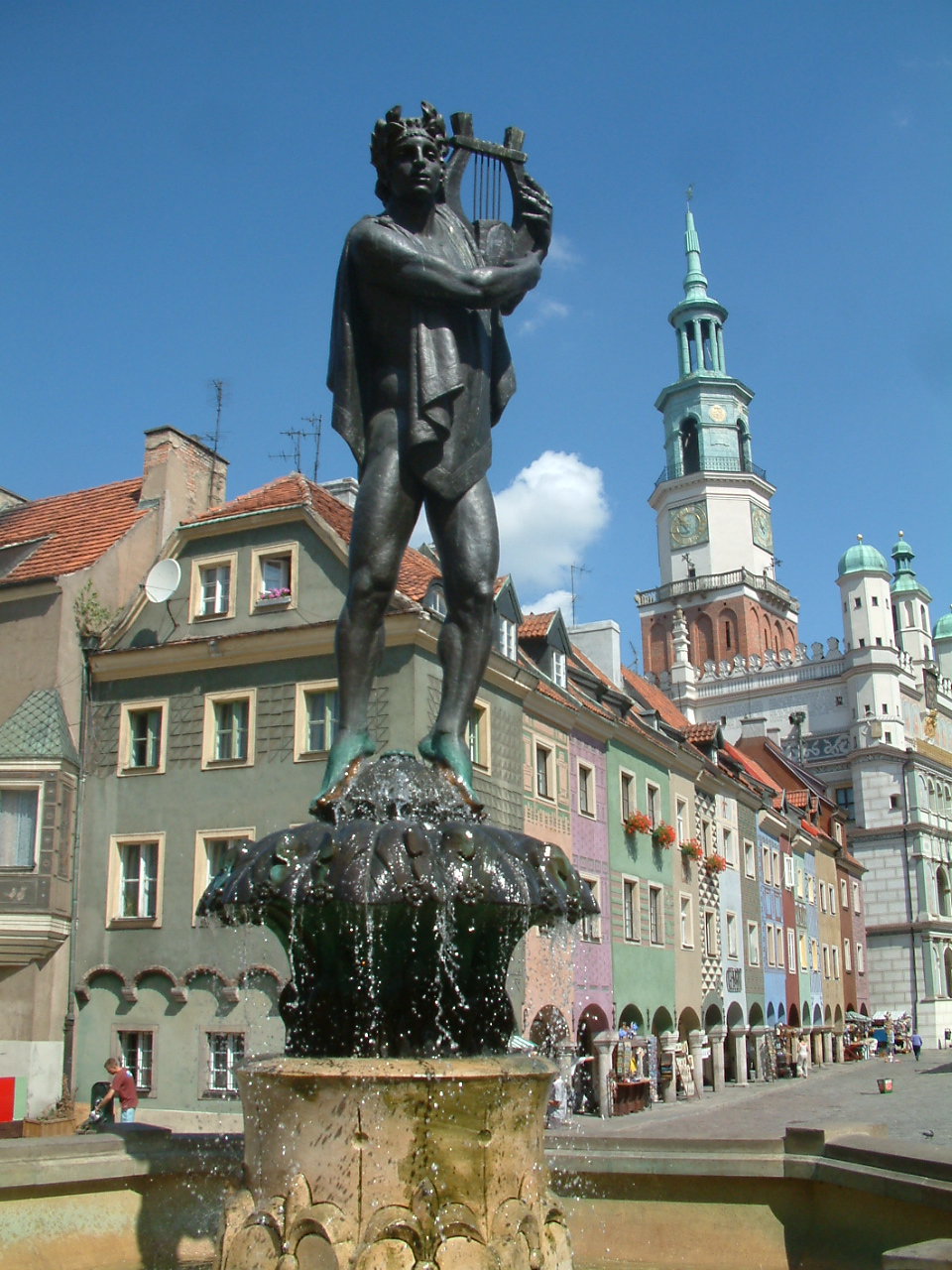
アポロの噴水（ポーランド＝ポズナン）
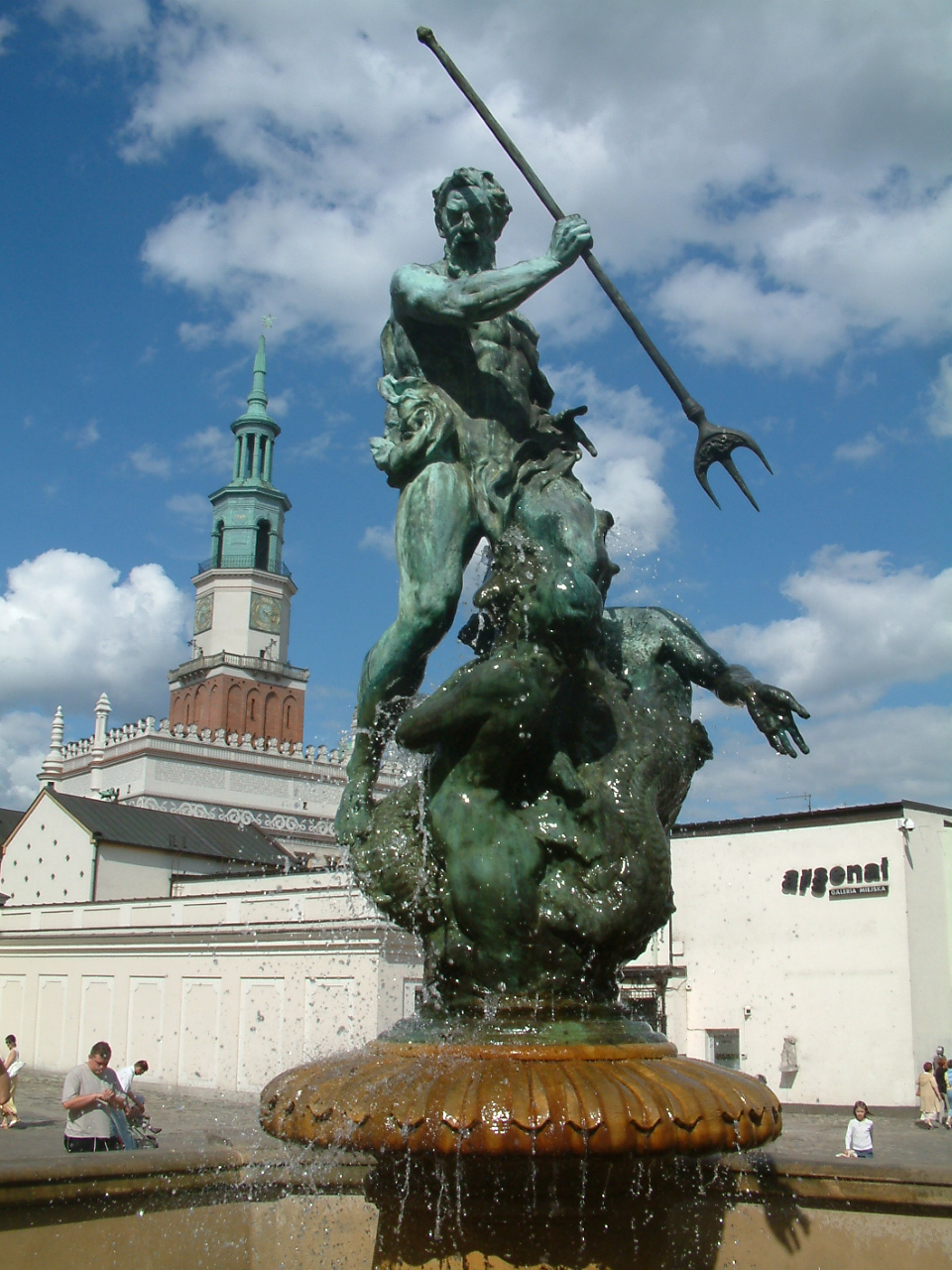
ネプチューンの噴水（ポーランド＝ポズナン）
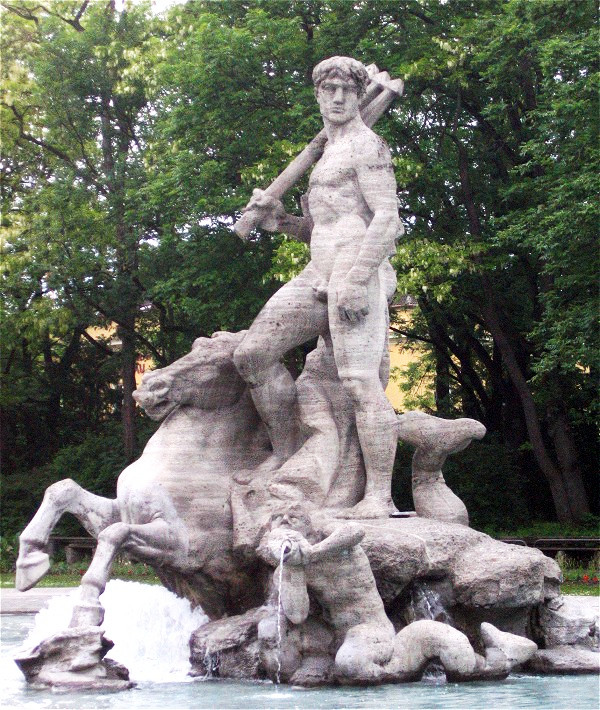
旧植物園の敷地（現在は公園として整備）に設置されているネプチューン像噴水〔Neptunbrunnen；ドイツ＝ミュンヘン〕
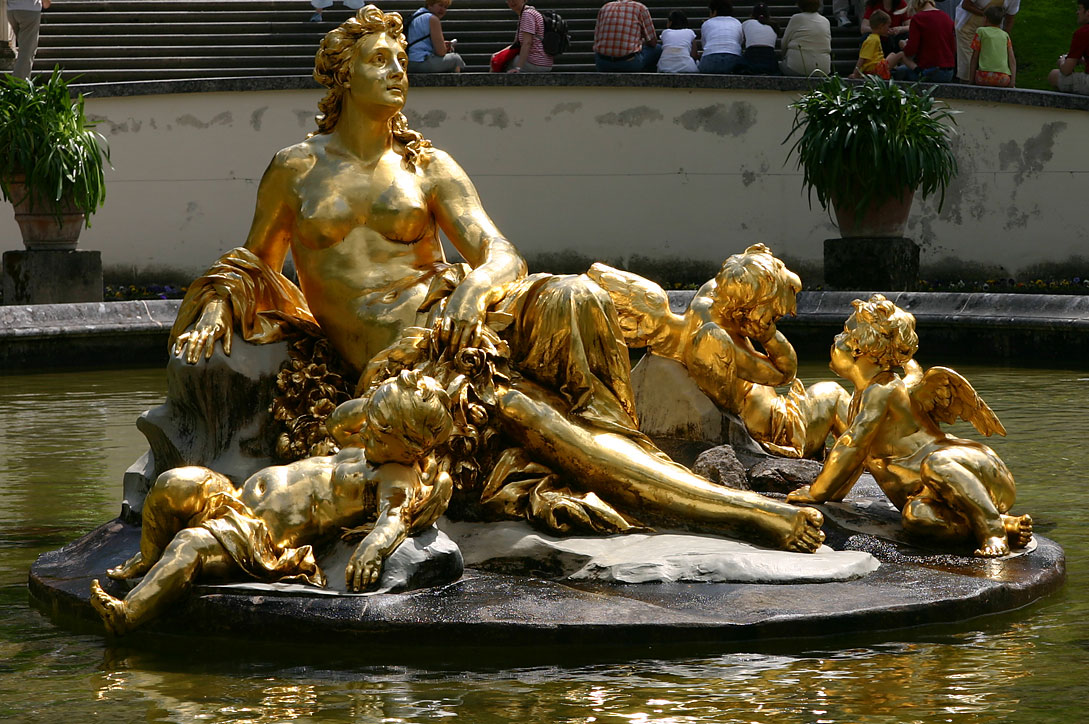
リンダーホーフ城に据えられている女神像の噴水（ドイツ＝オーバーアマガウ）
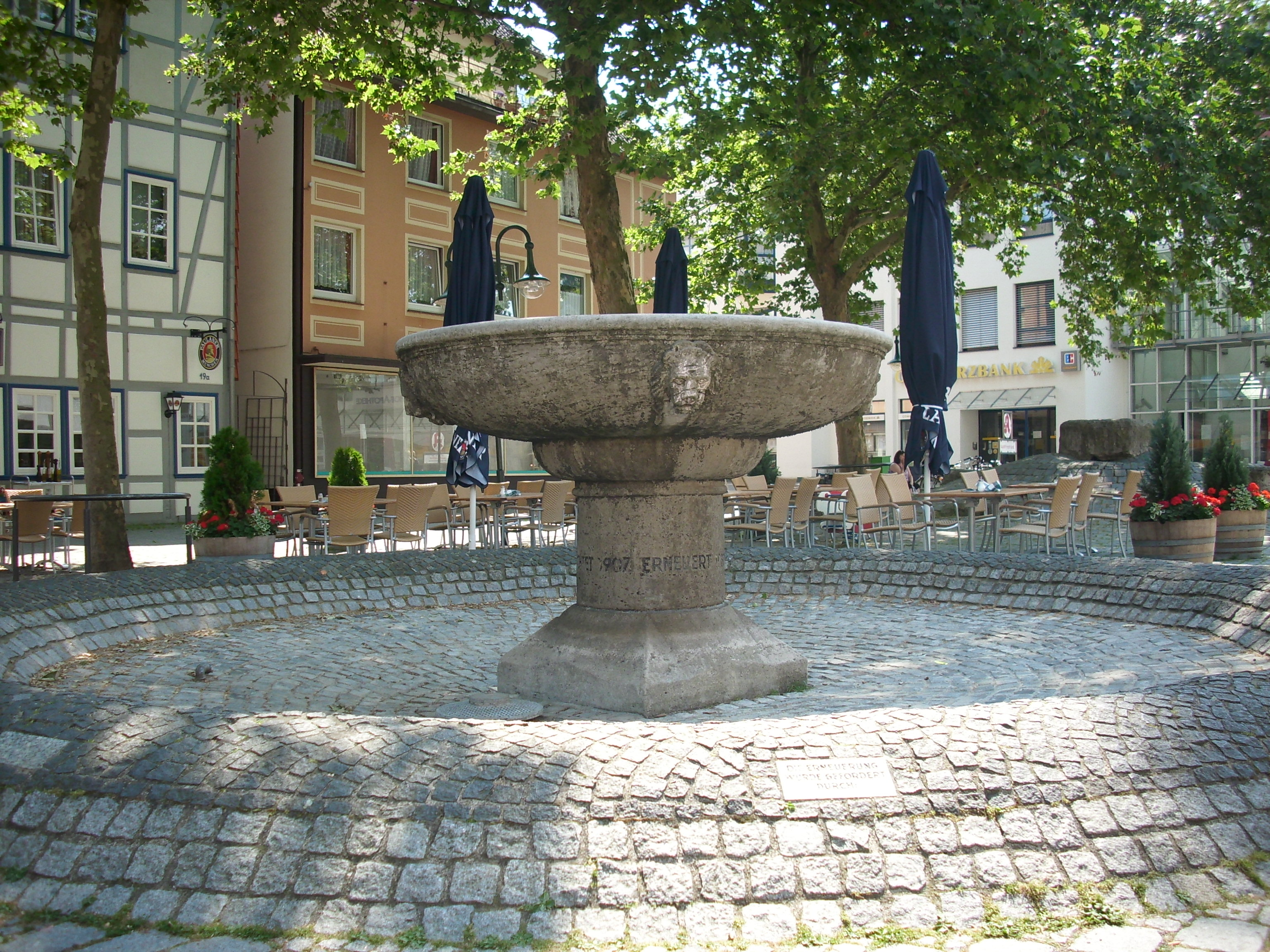
オットー伯の噴水（ドイツ＝ノルトハイム）
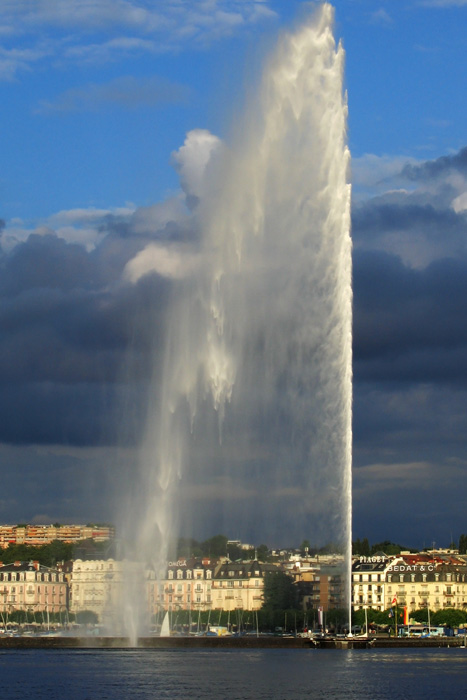
レマン湖の大噴水（スイス＝ジュネーヴ）
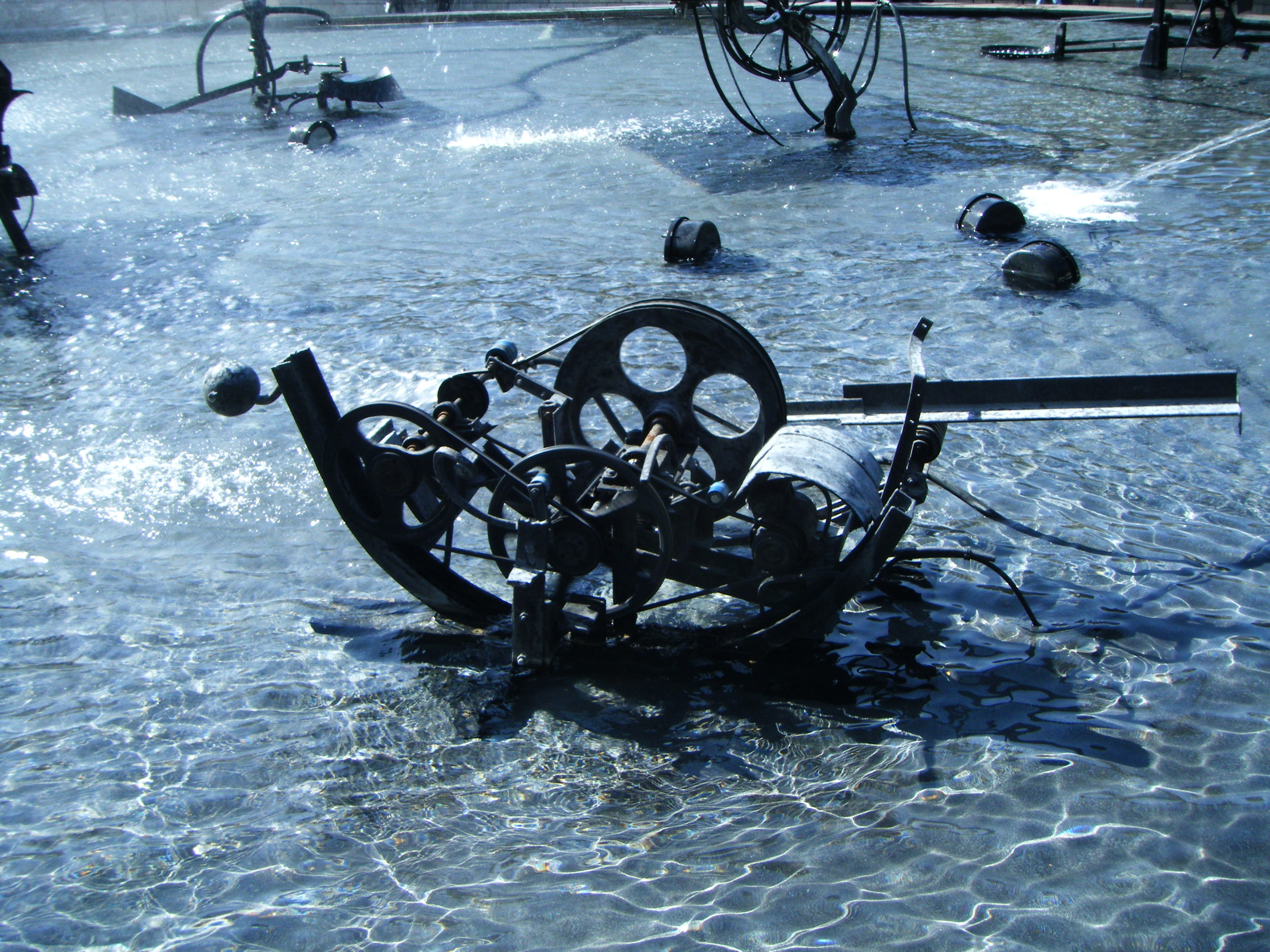
ティンゲリー（タンゲリー）の噴水の中の一作品〔スイス＝バーゼル〕
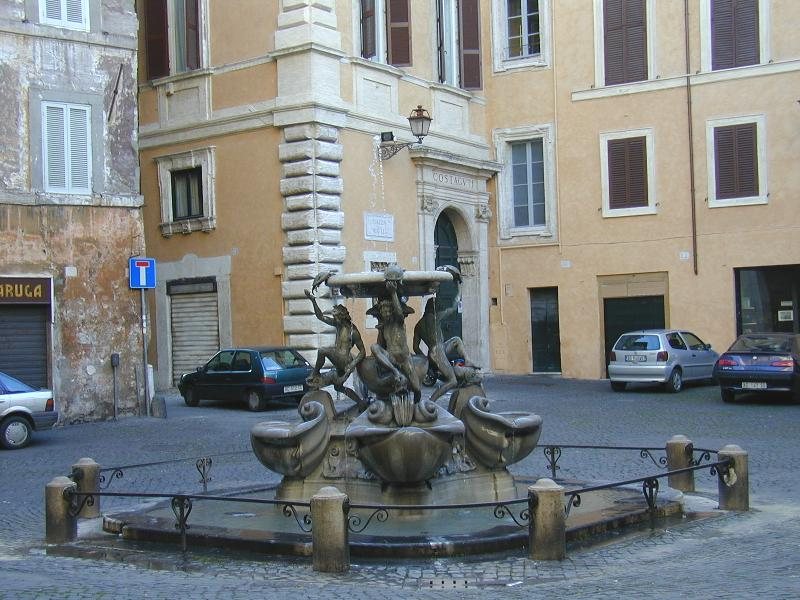
亀の噴水（イタリア＝ローマ）
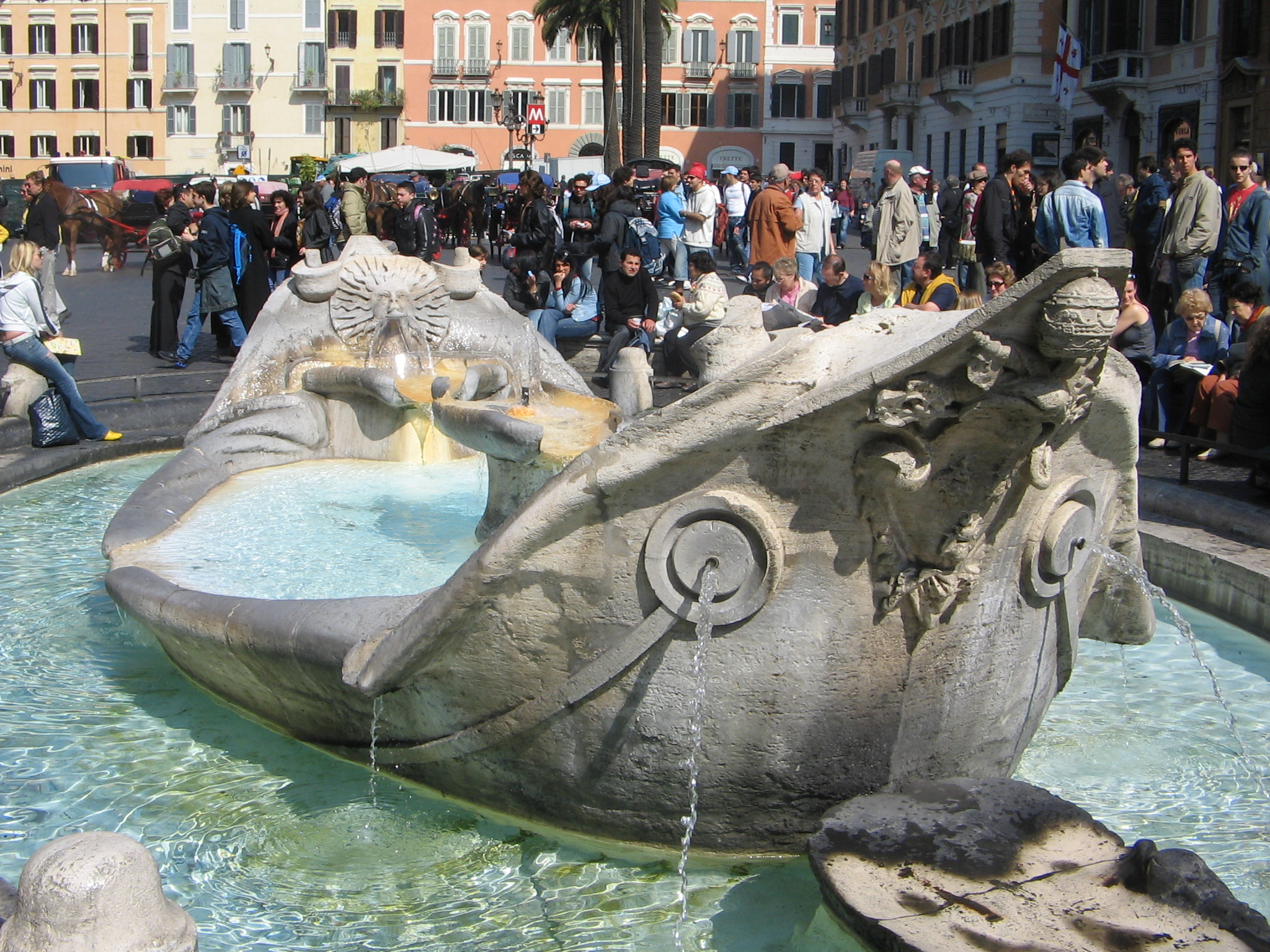
スペイン広場「舟の噴水（バルカッチャの噴水）」〔イタリア＝ローマ〕
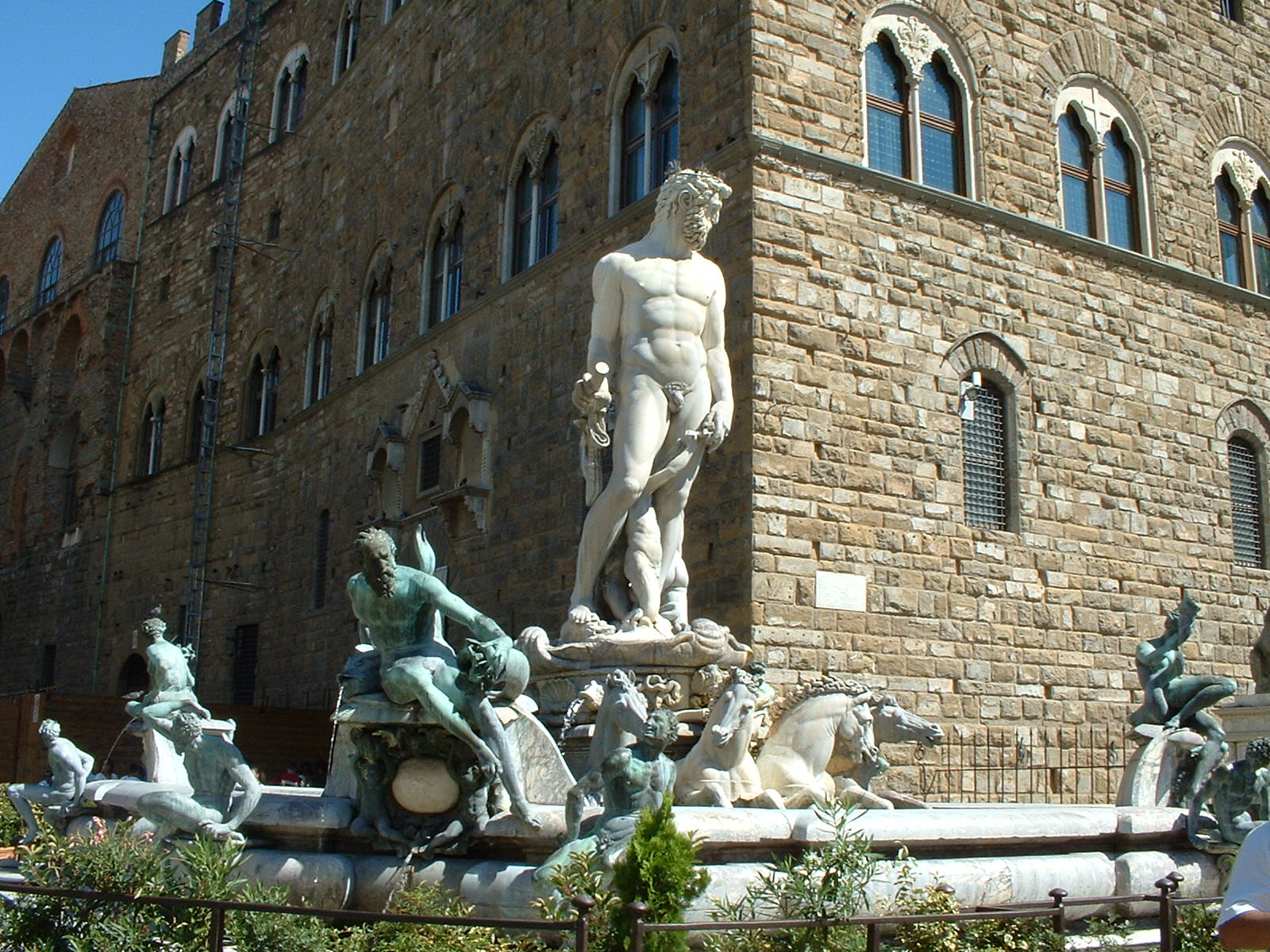
シニョーリア広場に設置されているバルトロメオ・アンマナーティ作「ネプチューンの噴水」（イタリア＝フィレンツェ）
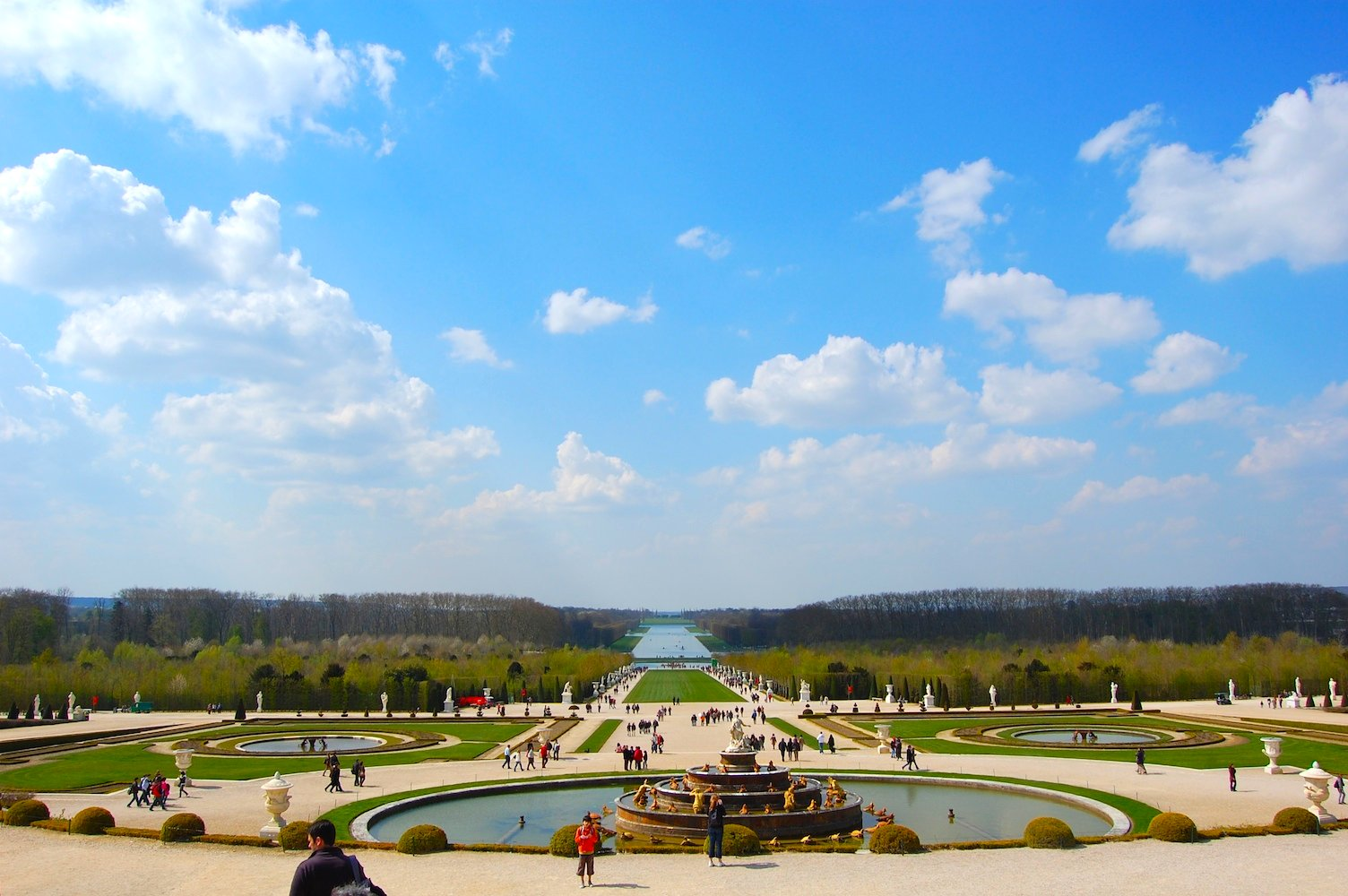
ヴェルサイユ宮殿の噴水庭園（フランス＝ヴェルサイユ）
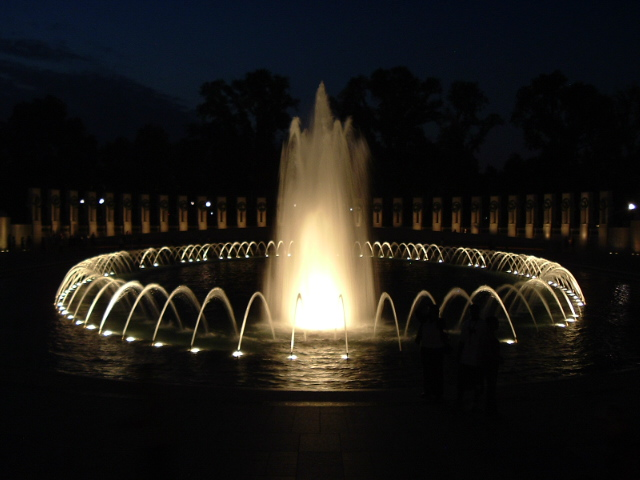
第二次世界大戦記念碑中心部の噴水（アメリカ＝ワシントンD.C.）
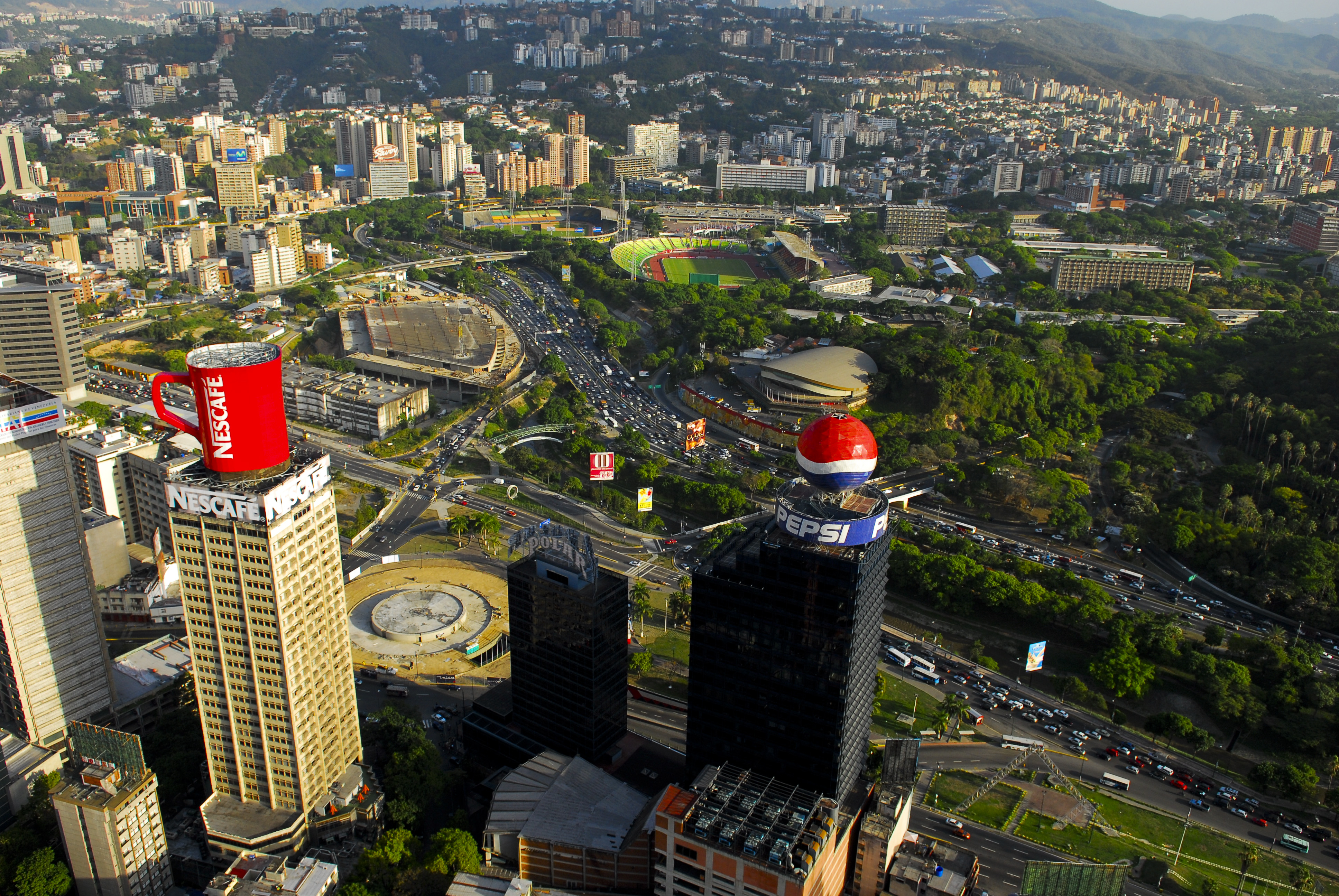
ベネスエラ広場の噴水（ベネズエラ＝カラカス）

## 噴水にちなむ作品

### 小説
- 雨のなかの噴水（三島由紀夫の短編小説）

### 音楽作品
- ローマの噴水（レスピーギ作曲の交響詩）
- 告白の噴水広場（Berryz工房の14枚目のシングル）

### 短編映画
1964年初めての東京五輪開催の2年後にあたる1966年、約10分の短編映画『水のデザイン』がリリースされた。
これは、水処理専業最大手として知られる栗田工業（クリタ）の企画の下、東京シネマ（現・東京シネマ新社）の制作によりつくられたもので、映画が製作された昭和40年代初頭においてすでに稼働していた各地の噴水の数々がとりあげられている。
その中には、東京・八重洲通りの車道の間に造られた風速に連動して高さを自動調節する噴水や、神戸市内に造られた、水の噴射をしないときにはノズルが水面下に隠れるよう造られた噴水などが含まれており、加えて現在は閉鎖された横浜ドリームランドに存在した音楽連動型噴水もとりあげられている。
さらに、映画製作当時において当映画の企画者クリタが開発していた噴水技術のいくつか（浮沈型噴水など）も紹介されている。
現在、当映画は科学映像館（NPO法人・科学映像館を支える会）のWebサイト上において無料公開されている。

### その他の作品
- 手の噴水 （木内禮智作の野外彫刻。北海道旭川市に設置）
- 飛鳥の石造物石人像（奈良県飛鳥地方）
- 万博記念公園「月の世界」[24]（大阪府吹田市）
- バフチサライの泉（プーシキン著の詩）
- ドイツ＝キュルスハイム市の紋章「三段水盤噴水」
- 1925年パリ万国博覧会「クリスタルガラス製の噴水」
- アル＝ジャザリの発明品「召使の自動人形付きクジャク噴水」

## 科学実験における噴水

### ヘロンの噴水
動力を使わず噴水を実現する方法として、ヘロンの噴水というものがある。古代ギリシャのヘロンという学者が考えたものであるが、原理が簡単で自作も可能であるために、現代において理科教育用として使われることがある。

### アンモニアの噴水
理科実験の一つのアンモニアの水への溶解度の高さを利用してフェノールフタレイン溶液を噴出させる実験は、アンモニアの噴水と呼ばれている。